# Conservadurismo en los Estados Unidos
El conservadurismo en los Estados Unidos es una filosofía política y social que busca preservar tradiciones estadounidenses, ideologías políticas conservadoras y poder gubernamental federal limitado en relación con los estados, denominado más simplemente como gobierno limitado y derechos de los estados. En cuestiones sociales, el conservadurismo estadounidense apoya lo que ellos consideran valores cristianos, el absolutismo moral, los valores familiares tradicionales, el excepcionalismo estadounidense, y el individualismo, mientras se suele oponer a la eutanasia, al aborto y al matrimonio entre personas del mismo sexo. En asuntos migratorios, apoya restringir la inmigración y los asilos, mientras que en cuestiones nacionales, afirma abogar por la defensa nacional, el libre comercio y una defensa de la cultura occidental de las amenazas que percibe plantea el comunismo y el relativismo moral. En cuestiones económicas, el partido dice estar a favor del capitalismo y de las empresas mientras se opone a los sindicatos.
La historia del conservadurismo en los Estados Unidos o conservadurismo estadounidense es compleja puesto que se discute académicamente sobre si existe o no una corriente genuinamente conservadora en la historia política los Estados Unidos, y es común la afirmación de académicos sobre que en sentido estricto no existe una ideología conservadora en la tradición intelectual y política estadounidense —con contenido ideológico equivalente al conservadurismo tal como fue fundado como corriente política en Europa— y que lo que usualmente se llama conservadurismo en EE. UU. son variedades del liberalismo estadounidense. Por lo tanto, cuando se hable de «conservadurismo» en Estados Unidos debe tenerse en cuenta que filosóficamente este tiene poco en común con la forma en que la palabra se utiliza en otros lugares y puede asemejarse —al menos parcialmente— a lo que en varios países se llama liberalismo. El movimiento social y político conocido como «conservadurismo» en EE. UU. —al menos el único que ha sido un movimiento políticamente relevante usando ese término— con tal nombre y con las caractéristicas que usualmente se le atribuyen, nace definitivamente en la década de 1950 —con antecedentes en otros movimientos sociales de décadas anteriores que surgieron en oposición a la Era progresista de inicios del siglo XX y el New Deal de los años 1930— como la base social contemporánea de electores del Partido Republicano y no como una ideología política específica, sino conteniendo grupos de diferentes ideologías políticas que compiten entre ellas por la dirección ideológica del movimiento. Se puede decir que el conservadurismo en EE. UU. es por sobre todo un movimiento electoral moderno y el «conservador» estadounidense lo es más en tanto militante o votante de ese movimiento que en tanto seguidor de una filosofía política conservadora.
La libertad es el núcleo de todos los valores, con particular énfasis en fortalecer el mercado libre, la oposición a las altas tasas de impuestos y el apoyo a un gobierno unido que emprenda acciones para enriquecer a los emprendedores de la nación. Como todo conservador, consideran que los cambios se tienen que dar en armonía con las bases en que se funda la sociedad y evitar todo utopismo revolucionario.
En las décadas recientes, los historiadores argumentaron que la tradición del conservadurismo ha jugado un rol mayor en las políticas americanas y su cultura desde la Revolución Americana. Sin embargo han hecho una organización conservadora que ha jugado un papel mayor en las políticas desde 1950. Este movimiento reciente está basado en el Partido Republicano, pero durante la era de la segregación, antes de 1965, varios Demócratas del Sur también fueron conservadores. Los congresistas del sur fueron una parte central de la Coalición Conservadora  que bloqueo por bastante tiempo la labor liberal en el Congreso desde 1937 hasta 1963, a pesar de que intentaron ser liberales y votar con el resto de los Demócratas en otras cuestiones económicas. Los Demócratas del Sur se defendieron del Partido Republicano más conservador (GOP) con el argumento de que sólo ellos podían defender la segregación porque el Partido Republicano a nivel nacional se ha comprometido a la integración. Ese argumento se vino abajo cuando el Congreso prohibió la segregación en 1964. Esto proporcionó una oportunidad para hacer un llamamiento a los republicanos conservadores sureños sobre la base de que el GOP fue el partido más conservador en una amplia gama de temas sociales y económicos, así como de línea dura en la política exterior cuando las fuerzas contra la guerra ganaron fuerza en el partido Demócrata, los conservadores blancos del sur se trasladaron desde el Partido Demócrata para el GOP a nivel presidencial en la década de 1960, y en el nivel estatal y local después de 1990.
La historia del conservadurismo estadounidense ha estado marcada por las tensiones y las ideologías en competencia dentro del propio movimiento. Los conservadores fiscales y los liberales favorecieron un gobierno pequeño, impuestos bajos, regulación limitada y una libre tarifa de empresas. Mientras los conservadores culturales vieron los valores tradiciones sociales según ellos amenazadas por el secularismo.
El conservadurismo estadounidense —entiéndase con este término al movimiento social contemporáneo que constituye la base de electores del Partido Republicano y no como una ideología política específica— por lo general busca proteger la Segunda Enmienda a la Constitución de los Estados Unidos y están a favor del derecho a poseer armas. Suelen apoyar la oración en la escuela pública, y que en ellas se agregue en el pensum el estudio de teorías alternativas a la teoría de la evolución de las especies —esta propuesta se hace para complacer a los votantes más religiosos. En las cuestiones sociales muchos de ellos son provida, se oponen al aborto y a los derechos de la comunidad LGBTI.
Los neoconservadores quieren expandir los ideales de América a través del mundo. Los paleoconservadores advocan por las restricciones en inmigración, política de no intervención y se oponen al multiculturalismo. En todo el país la mayoría de las facciones, a excepción de algunos libertarios, apoyan una política exterior unilateral y unas poderosas fuerzas armadas. El movimiento conservador de la década de 1950 intentó reunir estas hebras divergentes, haciendo hincapié en la necesidad de la unidad para evitar la propagación del comunismo ateo.
William F. Buckley Jr., en su primer número de la revista National Review en 1955, explicó los estándares de la revista y ayudó a hacerla explícita en cuanto a los estándares de los ideales conservadores:

Entre nuestras convicciones:
Es el trabajo del gobierno centralizado (en tiempos de paz) proteger a sus ciudadanos la vida, la libertad y la propiedad. Todas las demás actividades de gobierno tienden a disminuir la libertad y obstaculizar el progreso. El crecimiento del gobierno (la función social dominante de este siglo) debe ser combatido sin descanso. En este gran conflicto social de la época, estamos, sin reservas, en el lado libertario.
La profunda crisis de nuestra época es, en esencia, el conflicto entre los ingenieros sociales, que tratan de ajustar la humanidad para cumplir con las utopías científicas, y los discípulos de la verdad, que defienden el orden moral orgánica. Creemos que la verdad no es ni llegó a ni iluminado por el seguimiento de los resultados de las elecciones, aunque estos son vinculantes para otros fines, pero por otros medios, incluyendo un estudio de la experiencia humana. En este punto estamos, sin reservas, en el lado conservador.

## Políticas recientes
El presidente Ronald Reagan estableció el estándar conservador en la década de 1980; en la década de 2010 los líderes republicanos demandan típicamente lealtad a él. Por ejemplo, la mayoría de los candidatos republicanos en 2012 "dijo ser abanderados de la herencia ideológica de Reagan." Reagan solidificó la fuerza conservadora republicana con recortes de impuestos, un gran aumento del presupuesto militar, continuó la desregulación, siguió una política firme para desmantelar el comunismo, (en lugar de solamente contenerlo), y apeló a los valores de la familia y a la moral conservadora. La década de 1980 y más allá se conoció como la "Era Reagan". Por lo general, los políticos conservadores y los portavoces en el siglo 21 proclaman su devoción a los ideales y las políticas de Reagan en la mayoría de las cuestiones de política social, económica y exterior.
Otras creencias conservadoras modernos incluyen la oposición a un gobierno mundial y el escepticismo acerca de la validez de los riesgos ambientales como el calentamiento global. Apoyan una fuerte política de ley y el orden para controlar el crimen, incluyendo largas penas de prisión en caso de reincidencia. El tema "ley y orden" fue un importante factor de debilitamiento liberalismo en la década de 1960. De 2001 a 2008, el presidente republicano George W. Bush hizo hincapié en la reducción de impuestos y reducir al mínimo la regulación de la industria y la banca, al tiempo que aumenta la regulación de la educación. Entre los conservadores en general se aconseja el uso del poder militar de Estados Unidos para combatir a los terroristas y promover la democracia en el Medio Oriente.
Según una encuesta de 2014, el 38% de los votantes estadounidenses se identifican como "conservadora" o "muy conservador", el 34% como "moderado", el 24% como "liberal" o "muy liberal". Estos porcentajes fueron bastante constantes 1990-2009, cuando el conservadurismo aumento en la popularidad brevemente bantes de volver a la tendencia original, mientras que puntos de vista liberales sobre temas sociales alcanzaron un nuevo máximo. Aunque el estudio sí muestra algún tipo de distinción entre la concentración de los moderados y los conservadores o liberales entre los partidos Republicano y Demócrata. Entre los demócratas, el 44% son autoidentificados liberales, conservadores como el 19%, y 36% como moderados. Para los republicanos el 70% de la autoidentificaron como conservadores, 24% como moderado, y un 5% como liberal.
El conservadurismo parece estar cada vez más fuerte a nivel estatal. La tendencia es más pronunciada entre los "menos favorecidos, menos educados, la mayoría de los obreros, los estados estarán más gravemente afectados en la economía."
Los conservadores en general creen que la acción del gobierno no puede resolver los problemas de la sociedad, como la pobreza y la desigualdad. Muchos creen que los programas gubernamentales que buscan brindar servicios y oportunidades para los pobres que también alientan a la dependencia y reducen la autosuficiencia. La mayoría de los conservadores se oponen a las políticas de acción afirmativa, es decir, las políticas en materia de empleo, educación y otras áreas que dan ventajas especiales a los miembros de ciertos grupos. Los conservadores creen que el gobierno no debe dar un tratamiento especial a las personas sobre la base de la identidad de grupo.
Los conservadores típicamente sostienen que el gobierno no debería jugar un papel importante en la regulación de los negocios y la gestión de la economía. Por lo general se oponen a los esfuerzos para cobrar altas tasas de impuestos y para redistribuir los ingresos para ayudar a los pobres. Tales esfuerzos, argumentan, no recompensan adecuadamente las personas que se han ganado su dinero a través del trabajo duro. Sin embargo, los conservadores sociales ponen un gran énfasis en el papel de las organizaciones benéficas voluntarias privadas (organizaciones benéficas, especialmente a base de fe) en ayudar a los pobres.
Debido orden de valores conservadores y la seguridad, están a favor de un pequeño pero fuerte papel del gobierno en cumplimiento de la ley y la defensa nacional.

## Historia
Nunca ha habido un partido político nacional llamado Partido Conservador en los Estados Unidos. Según algunos, los principales partidos políticos estadounidenses apoyan el republicanismo y los ideales o parte de los ideales liberales clásicos, que son considerados por varios, como los valores en los que el país fue fundado en 1776. Las divisiones políticas dentro de los Estados Unidos a menudo parecían menor o trivial para los europeos, donde la brecha entre la izquierda y la derecha condujo a la polarización violenta, a partir de la Revolución Francesa. El historiador Patrick Allitt, han descubierto que "ciertas continuidades pueden ser rastreados a través de la historia de América. La" actitud "conservadora ... fue uno de confiar en el pasado, a los patrones establecidos desde hace tiempo de pensamiento y de conducta, y de asumir que las novedades eran más propensas a ser peligrosas que ventajosas." Desde 1776, ningún partido estadounidense se ha basado en una plataforma de defensa de los ideales característicos del conservadurismo en Europa, tales como una monarquía o una aristocracia hereditaria. El conservadurismo estadounidense se caracteriza mejor como una reacción contra las ideas del progresismo o del liberalismo cultural. Russell Kirk vio la revolución americana a sí misma como "una reacción conservadora, en la tradición política Inglés, en contra de la innovación real".

### Fundación

#### Revolución Americana
En el momento de la Revolución Americana, los colonos vivían bajo el dominio británico bajo el gobierno más libre del mundo europeo, pero en su gran determinación para proteger y preservar sus derechos históricos, los padres fundadores buscaban la independencia de Gran Bretaña a pesar de su relativamente bajo nivel de tributación.
Sin embargo, los ricos comerciantes que participan en el comercio internacional, los funcionarios reales, y los titulares de patrocinio disfrutaron estrechos vínculos con el Imperio Británico; muchos de estos hombres, denominados "leales" o conservadores, opuestos a la revolución americana y se mantuvieron leales a la Corona durante toda la guerra. En un sentido, los leales representados por vestigios del conservadurismo europeo en las colonias americanas; trataban de preservar el statu quo del imperio en la cara del cambio revolucionario. Sus líderes eran hombres de riqueza y la propiedad que amaban el orden, el respeto de sus superiores, despreciaban a sus inferiores, y se teme que "mobocracy" en casa más que la regla por un monarca distante. Cuando se trataba de una elección entre la protección de sus derechos históricos como estadounidenses o permanecer leal al Rey, eligieron Rey y el Imperio. Cerca de 70,000 Leales dejaron los nuevos Estados Unidos a raíz de la guerra revolucionaria; más huido a Canadá en la que todavía se conocen como leales al Imperio Unido.
Los patriotas que lucharon en la Revolución lo hicieron en nombre de la preservación de los derechos tradicionales de los ingleses, especialmente la derecha de "ningún impuesto sin representación"; cada vez que se opusieron a los intentos del Parlamento para gravar y controlar las colonias de crecimiento rápido. En 1773, cuando el británico impuso fuertes sanciones en la colonia de Massachusetts en la estela del Motín del té de Boston, patriotas autodescritos organizaron la resistencia colonia por colonia a través de organizaciones tales como los Hijos de la Libertad. La lucha estalló en la primavera de 1775, y todas las Trece Colonias entró en abierta rebelión contra la corona. En julio de 1776, el Segundo Congreso Continental declaró su independencia del Reino Unido y se convirtió en el gobierno nacional de facto que se defiendan los principios de la vida, la libertad y la búsqueda de la felicidad. Los patriotas formaron un consenso en torno a las ideas de republicanismo, con lo que la soberanía popular fue invertido en una legislatura nacional en lugar de un rey.
En su libro, Labaree (1948) identifica ocho características de los leales que contribuyeron a su oposición conservadora a la independencia. Los leales fueron generalmente mayores que los patriotas, mejor establecidos en la sociedad, que se resistieron a la innovación, creen que la resistencia a la Corona y su legítimo gobierno era moralmente incorrecto, y fueron alienados más lejos de la causa patriota que cuando se recurre a medios violentos de la oposición, tales como la quema de casas y embreado y flecos funcionarios reales. Los leales querían tomar una posición en mitad de la carrera y se enojaron cuando se ven obligados por los patriotas para declarar su oposición. Tenían un apego sentimental de muchos años a Gran Bretaña (a menudo con los lazos de negocios y familiares) y eran los indecisos que se dieron cuenta de que si bien la independencia podría ser inevitable, que preferirían posponer por el mayor tiempo posible. Muchos partidarios también fueron muy cautelosos y miedo a la anarquía o la tiranía potencial que podría surgir de la ley de la calle. Por último, los leales eran pesimistas que carecían de la confianza de la patriotismo en el futuro de un Estados Unidos independiente. Después de la Revolución, un 80% de los legitimistas permanecieron en las colonias y aceptaron los principios republicanos, mientras que los partidarios más conservadores huyeron a otras partes del Imperio Británico (la mayoría a Canadá). La victoria de los Patriots estableció sus principios revolucionarios como valores políticos fundamentales de Estados Unidos respetados por todas las partes en el recién formado Estados Unidos. Los conservadores estadounidenses modernos a menudo se identifican con los patriotas de la década de 1770, un hecho ejemplificado en 2009 por el movimiento del Tea Party, en nombre del Motín del té de 1773. Sus miembros a menudo se visten con trajes característicos de los Padres Fundadores.
La revolución americana ha resultado ser muy perjudicial para las antiguas redes de élites conservadoras en las colonias. La partida de tantos funcionarios reales, ricos comerciantes y terratenientes acomodados ha destruido las redes jerárquicas que antes dominaban la política y el poder en muchas de las colonias. En Nueva York, por ejemplo, la salida de los miembros clave de la DeLancey, DePester Walton, y las familias Cruger socavó a las familias entrelazadas que pertenecen en gran medida y se controla el valle del Hudson. Del mismo modo, en Pensilvania, la salida de los poderosos Penn, Allen, Chew, y las familias Shippen destruyó la cohesión de la clase alta . Los nuevos hombres se hicieron ricos comerciantes, pero que conservan un espíritu de igualdad republicana que sustituyó al antiguo elitismo; la revolución impidió el surgimiento de una clase alta realmente potente en la sociedad americana. Un rico patriota en Boston señaló en 1779 que "tipos que se han limpiado los zapatos hace cinco años, han amasado fortunas y están montados en carros."  Cuatro de cada cinco legitimistas permanecieron en América y eran leales a la nueva república. En su mayor parte, evitaron la política; lo cierto es que nunca se trató de formar un movimiento revanchista que buscan un retorno al Imperio. Leal a Samuel Seabury, por ejemplo, la política abandonada, pero se convirtió en el primer obispo episcopal en los Estados Unidos, la reconstrucción de una iglesia que hizo un llamamiento a las familias que aún admiraban jerarquía, la tradición y liturgia histórica, pero había renunciado a su lealtad al rey.

#### Federalistas
Como consecuencia de la Revolución, el Partido Federalista recién formado, dominado por el secretario del Tesoro Alexander Hamilton, que utilizó la presidencia de George Washington para promover una nación fuerte, capaz de sostener su propio estatus en los asuntos mundiales, con un fuerte ejército y la marina capaz de suprimir interna revueltas (como la Rebelión del whisky), y un banco nacional para apoyar los intereses financieros y de negocios. Intelectualmente, federalistas, al tiempo dedicado a la libertad, celebró vistas profundamente conservadores en sintonía con el carácter estadounidense. Como se explicó Samuel Eliot Morison, que creían que la libertad era inseparable de la unión, que los hombres son esencialmente desigual, que Vox populi [voz del pueblo] es rara vez o nunca vox Dei [la voz de Dios], y que las influencias externas estaban ocupados en socavar la integridad de América. El historiador Patrick Allitt concluye que Federalistas promovido muchas posiciones conservadoras, incluyendo el estado de derecho en virtud de la Constitución, el gobierno republicano, el cambio pacífico a través de elecciones, la supremacía judicial, las finanzas nacionales estables, la diplomacia creíble y activa, y la protección de la riqueza.
Los federalistas estaban dominados por hombres de negocios y comerciantes en las principales ciudades y dieron su apoyo a la modernización, en proceso de urbanización, las políticas financieras de Hamilton. Estas políticas incluyen la financiación de la deuda nacional y también la asunción de las deudas del Estado incurridos durante la Guerra de la Independencia (lo que permite a los estados a reducir sus propios impuestos y siguen pagando sus deudas), la incorporación de un Banco nacional de los Estados Unidos, el apoyo de las manufacturas y el desarrollo industrial, y el uso de un arancel para financiar al Tesoro. En asuntos exteriores los federales se opusieron a la Revolución Francesa. En virtud de John Adams combatieron la "casi guerra" (una guerra naval no declarada) con Francia en 1798-1799 y construyeron un fuerte ejército y la marina. Ideológicamente, la controversia entre jeffersonianos republicanos y federalistas se deriva de una diferencia de principio y de estilo. En cuanto al estilo de los federalistas no confiaban en el público, pensaban que la elite debe estar a cargo, y favoreció el poder nacional sobre el poder del Estado. Los republicanos no confiaban en Gran Bretaña, banqueros, comerciantes, y no querían un gobierno nacional de gran alcance. El federalistas -en particular Hamilton, desconfiaban de "el pueblo", los franceses, y los republicanos.

#### "Jeffersonianos republicanos" / "Demócratas republicanos"
En la década de 1790, la democracia jeffersoniana surgieron en oposición al Partido Federalista, principalmente como respuesta al temor de que el favoritismo federalistas hacia monarcas británicos amenazada la nueva república. El partido de la oposición eligió el nombre de "Partido Republicano". Algunos historiadores se refieren a ellos como "jeffersonianos republicanos", mientras que los científicos políticos por lo general utilizan el "Partido Demócrata-Republicano," con el fin de distinguirlos del Partido Republicano moderno. Mientras que "la democracia jeffersoniana" persistió como un elemento del Partido Demócrata en el siglo 20, como se ejemplifica por William Jennings Bryan (1860-1925), y sus temas siguen resonando en el siglo 21. Jeffersonianos se opusieron al gobierno federal mayor fortalecimiento y el ascenso de un poder judicial intervencionista, una preocupación compartida por más conservadores del siglo 20. Los siguientes cuatro presidentes eran demócratas republicanos.

#### Whigs

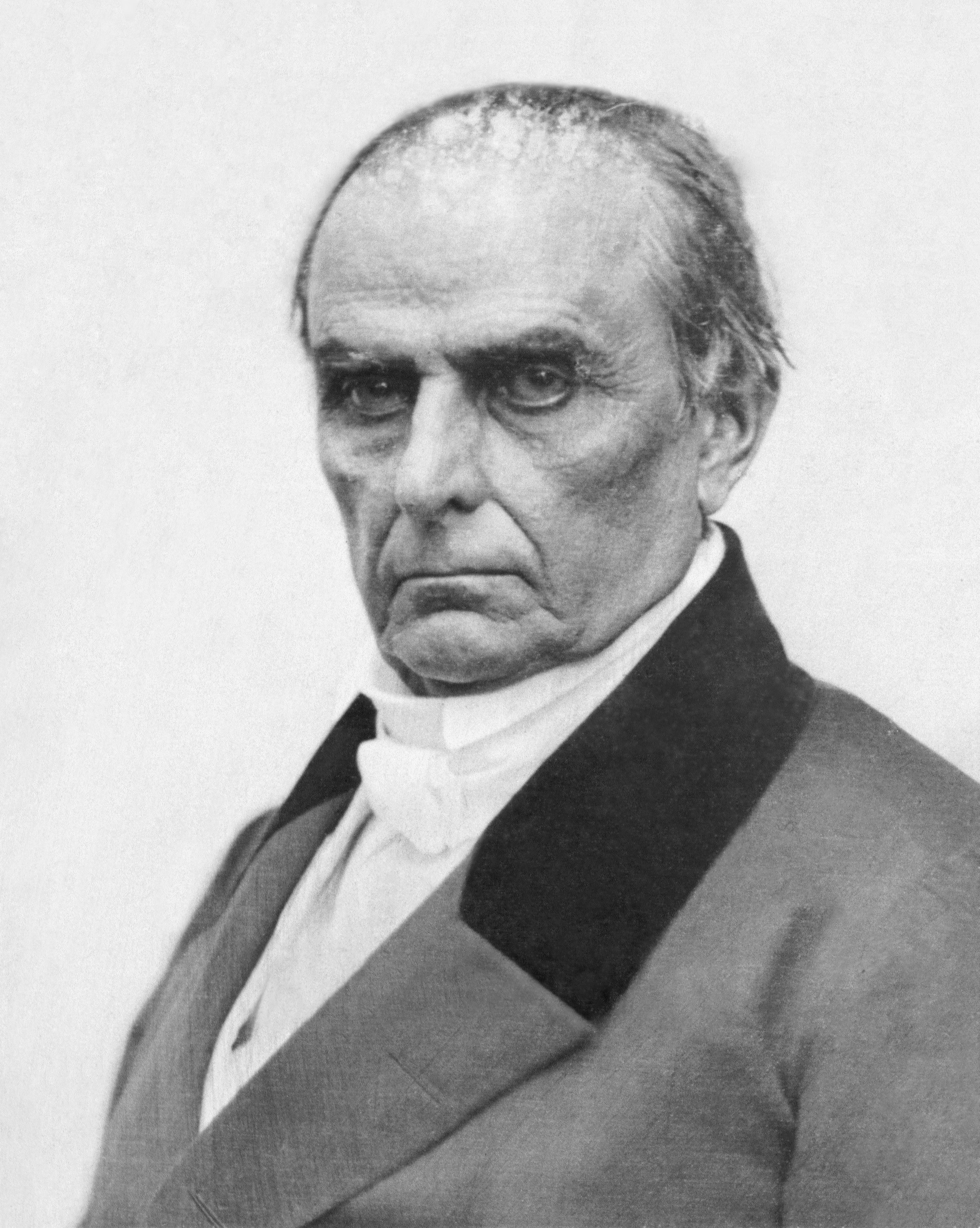
Daniel Webster, líder de los Whigs

Por la década de 1830, el Partido Whig emergió como el partido conservador nacional. Whigs apoyó el banco nacional, los intereses comerciales privados, y la modernización de la economía, en oposición a la democracia de Jackson, que representaba los intereses de los agricultores pobres y la clase trabajadora urbana, representada por el Partido Democrático recién formado. Ellos eligieron el nombre "whig", ya que había sido utilizado por los patriotas de la Revolución. Daniel Webster y otros líderes whigs se refirieron a su nuevo partido político como el "partido conservador", y lo llamaron para una vuelta a la tradición, la moderación, la jerarquía y la moderación.
Al final, la nación sintetiza las dos posiciones, federalista y Whig, la adopción de la democracia representativa y un estado nación fuerte. la política estadounidense de la década de 1820 aceptaron el sistema de dos partidos por el cual los partidos rivales valer sus reclamaciones ante el electorado, y el ganador se lleva el control del gobierno. Con el paso del tiempo, los federales perdieron la apelación con el votante medio y eran por lo general no es igual a las tareas de organización de los partidos; por lo tanto, que crecían cada vez más débil. Después de 1816 los federales no tenían ninguna influencia a nivel nacional, aparte de Tribunal Supremo de John Marshall. Se conservan algunos de apoyo local en la década de 1820, pero los líderes importantes dejaron su causa desvanecimiento, incluyendo los futuros presidentes John Quincy Adams y James Buchanan, y el futuro Presidente del Tribunal Supremo Roger B. Taney.
Los "viejos republicanos," (que no debe confundirse con el Partido Republicano, que aún no existía) fueron dirigidos por John Randolph, de Roanoke. Se negaron a formar una coalición con los federales. En su lugar, crearon una oposición independiente dirigido por James Madison, Albert Gallatin, James Monroe, John C. Calhoun y Henry Clay. Ellos, sin embargo, adoptaron los principios federalistas por el alquiler del segundo banco de los Estados Unidos, la promoción de mejoras internas para el transporte, el aumento de tarifas para proteger a las fábricas, y la promoción de un fuerte ejército y la marina después de los fracasos de la guerra de 1812.

### Guerra civil americana

#### Abraham Lincoln
Abraham Lincoln fue el primer presidente elegido por el Partido Republicano recién formado, y Lincoln ha sido una figura icónica para los políticos estadounidenses de ambos partidos. Según el historiador Striner, "... es inútil tratar de clasificar Lincoln como una clara conservadores o liberales, como algunos historiadores han intentado. Era a la vez, y su política generó una tradición de largo plazo del centrismo ... ".
El historiador David Hackett Fischer subraya puntos de vista conservadores de Lincoln. En la década de 1850 "Lincoln era un abogado corporativo próspera, y un miembro del partido Whig conservadora durante muchos años." Él promueve los intereses comerciales, especialmente los bancos, canales, ferrocarriles y fábricas.
Antes del estallido de la Guerra Civil, Lincoln apela explícitamente a los conservadores. En 1859, explicó lo que quería decir con el conservadurismo en términos de fidelidad a la intención original de los padres fundadores:
"El propósito principal y real del partido republicano es eminentemente conservador. Se propone nada, salvo y excepto para restaurar este gobierno a su tono original en lo que se refiere a este elemento de la esclavitud, y hay que mantenerla, en busca de un nuevo cambio en referencia a es que el que los autores originales del Gobierno sí espera y espera con interés ".
Lincoln elaboró su posición en su famoso discurso de Cooper Union de Nueva York a principios de 1860, argumentando que los Padres Fundadores espera que la esclavitud a morir de muerte natural, no difundir. Su punto era que los Padres Fundadores eran antiesclavitud y la noción de que la esclavitud era bueno era una innovación radical que violó los ideales estadounidenses. Este discurso se solidificó la base de Lincoln en el partido republicano y ayudó a asegurar su nominación.
Durante la guerra, Lincoln fue el líder de los republicanos moderados que combatieron a los republicanos radicales en los temas de tratar con la esclavitud y re-integración del Sur en la nación. Él construyó la coalición más fuerte, que se ligan los republicanos conservadores y moderados y demócratas de la guerra, en contra de los radicales que querían negarle el nuevo nombramiento en 1864. Cuando la guerra estaba por terminar Lincoln previsto para reintegrar a los blancos del Sur en la unión tan pronto como sea posible, ofreciendo generosas condiciones de paz, "con malicia hacia nadie, con caridad para todos". Pero cuando Lincoln fue asesinado, los radicales ganaron poder e impusieron condiciones mucho más duras que las que Lincoln había deseado.
James Randall es uno de muchos que ven Lincoln como la celebración de las posiciones liberales del siglo 19, mientras que al mismo tiempo haciendo hincapié en la tolerancia y la moderación de Lincoln "en su preferencia por el progreso ordenado, su desconfianza de la agitación peligrosa, y su reticencia hacia esquemas enfermo digeridos de la reforma. " Randall llegó a la conclusión de que Lincoln era "conservador en su completa resolución de este tipo de llamada" radicalismo "que involucró el abuso del Sur, odio por el dueño de esclavos, la sed de venganza, el trazado partidario, y exige poco generosas que las instituciones del Sur se transformaron durante la noche por extraños ". David Greenstone argumenta que el pensamiento de Lincoln fue puesto a tierra en el liberalismo reforma pero señala su sionismo y la política whig tenía un lado profundamente conservadora.

#### Conservacionismo del Sur
Después de la Guerra Civil, "conservadora" llegó a significar oposición a los republicanos radicales que querían conceder plenos derechos de ciudadanía a los esclavos liberados y tomar el poder político fuera de los ex confederados. Conservadores sureños blancos pensaban que los experimentos radicales de los reformadores del Norte para capacitar a los esclavos liberados violan los derechos de los hombres blancos y que a menudo acusados Carpetbaggers que trataron de ayudar a los esclavos liberados de corrupción. El conservadurismo basado en la raza en el sur estadounidense difería del conservadurismo a base de negocio en el Norte en su firme apoyo a la supremacía blanca, y la insistencia en un estado impotente de segunda clase para los negros, independientemente de la Constitución. conservadores del Sur en la década de 1950 añadieron anticomunismo a su agenda, en la creencia de que la ideología estaba detrás del movimiento de derechos civiles y el empuje para la integración.

### La Edad de Oro
Había poca nostalgia y mirando hacia atrás en la dinámica del Norte y el Oeste durante la "edad dorada". Negocio se expande rápidamente, con la fabricación, minería, ferrocarriles, y la banca a la cabeza. Había millones de nuevas granjas en los estados de la pradera. La inmigración alcanzó niveles sin precedentes. El progreso fue la consigna del día. La riqueza de la época se destaca por la opulencia de la clase alta americana, sino también por el aumento de la filantropía americana (por Andrew Carnegie como el "Evangelio de la Riqueza") que utiliza dinero privado para dotar a miles de colegios, hospitales, museos, academias , escuelas, teatros de ópera, bibliotecas públicas, orquestas sinfónicas, y las organizaciones benéficas.
Los conservadores en el siglo 20, mirando hacia atrás en la Edad de Oro, la aplicación retroactiva de la palabra "conservador" a los que apoyaron el capitalismo salvaje. Por ejemplo, Oswald Garrison Villard, escritor en 1939, que se caracteriza de acuerdo antiguo mentor Horacio Blanco (1834-1916) como "un gran conservador económica; si hubiera vivido para ver los días del Nuevo Trato de financiación que probablemente habrían gritado en voz alta y con prontitud demised ".
Los conservadores religiosos de este periodo patrocinó una red de medios grande y floreciente, especialmente sobre la base de las revistas, muchos de ellos con estrechos vínculos con las iglesias protestantes que fueron expandiendo rápidamente debido a la Tercera Gran Despertar. Católicos tenían pocas revistas, pero se opuso el agrarismo en la política y establecieron cientos de escuelas y universidades para promover sus valores religiosos y sociales conservadoras.
Los conservadores modernos a menudo apuntan a William Graham Sumner (1840-1910), un intelectual público más importantes de la época, como uno de los suyos, citando su apoyo articulado de los mercados libres, antiimperialismo, y el patrón oro, y su oposición a lo vio como una amenaza para la clase media de los plutócratas ricos o por encima de los agrarios y las masas ignorantes por debajo.

### Principios delsigloXX

#### Imperio
Las dos partes vuelven a alinear en la elección de 1896, con los republicanos, encabezados por William McKinley, convirtiéndose en el grupo de negocio, dinero de los sonidos, y la política exterior firme, mientras que el Partido Democrático, liderado por William Jennings Bryan, se convirtió en el partido del trabajador, el pequeño agricultor, "libre de plata", populistas, y (en 1900) antiimperialismo. Bryan era también popular entre los fundamentalistas religiosos y la supremacía blanca.
A medida que el siglo 19 llegó a su fin los Estados Unidos se convirtió en una potencia imperial, y la zona de ultramar en Hawái, Filipinas y Puerto Rico, y el control sobre Cuba. El imperialismo se impuso, como la elección de 1900 ratificó las políticas de McKinley y la posesión de EE. UU. Hawái, Puerto Rico, Guam, Filipinas y (temporalmente) Cuba. Theodore Roosevelt promovió las ventajas militares y navales de los EE. UU., y se hizo eco el tema de McKinley que Estados Unidos tenía el deber de civilizar y modernizar las naciones. Supuso negocios religiosos y militares así como las ventajas de tener un imperio resultó ilusoria; En 1908 más o menos los imperialistas más ardientes, incluyendo Theodore Roosevelt, William Howard Taft, Elihu Root y dirigieron su atención a la creación de un ejército y de la marina en el hogar y para la construcción del Canal de Panamá. Se dejaron caer la idea de la expansión adicional y acordaron en 1920 que Filipinas debe ser independiente.

#### Era Progresiva
En los primeros años del siglo 20, el portavoz republicano para un gran negocio en el Congreso incluyó Presidente de la Cámara Joe Cannon y el líder republicano del Senado Nelson Aldrich de Rhode Island. Aldrich presentó la Decimosexta Enmienda, que permitió al gobierno federal para recoger un impuesto sobre la renta; También puso en marcha el diseño del Sistema de la Reserva Federal, que comenzó en 1913. Los conservadores pro-empresariales apoyaron muchas de las reformas de la Era Progresista, especialmente aquellos que se oponen a la corrupción y la ineficiencia en el gobierno, y llamó a la purificación de la política. El senador conservador John Sherman patrocinó la legislación antimonopolio básica de la nación en 1890, y los conservadores en general, apoyada contra la confianza en el nombre del monopolio y la apertura de oportunidades de oponerse a las pequeñas empresas.

#### Primera Guerra Mundial
La gran guerra estalló en 1914, con Wilson proclama la neutralidad. El expresidente Theodore Roosevelt denunciado la política exterior de Wilson, la carga, "Si no hubiera sido por la pusilanimidad de Wilson, la guerra habría terminado en el verano de 1916." De hecho, Roosevelt creía que el enfoque de Wilson a la política exterior era fundamentalmente y objetivamente mal. Roosevelt abandonó el Partido Progresista y la campaña de energía para el candidato republicano Charles Hughes, pero la política de neutralidad de Wilson logró proporcionarle una estrecha victoria en las elecciones de 1916. El GOP, bajo el liderazgo conservador, pasó a recuperar el Congreso en 1918 y luego la Casa Blanca en 1920.

#### 1920s
Los republicanos volvieron a la dominación en 1920 con la elección del presidente Warren G. Harding, que dirigía una campaña que prometió una vuelta a la normalidad. Tucker (2010) sostiene que la elección 1924 marcó el "gran ola de conservadurismo estadounidense", como los dos principales candidatos hicieron campaña para el gobierno limitado, impuestos reducidos y menos regulación. La oposición se dividió entre el candidato del Partido Progresista Robert M. La Follette que ganó el 17% de los votos, y el demócrata John W. Davis, que tomó el 29%, lo que permitió que Calvin Coolidge para ganar fácilmente la reelección. Bajo Coolidge (1923-1929), la economía y la sociedad floreció estabilizado; nuevas políticas centradas en americanizar los inmigrantes que ya viven en los Estados Unidos y restringir el flujo de nuevos inmigrantes en el país.
Representante de la era 1900-1930, fue James M. Beck, un abogado bajo los presidentes Roosevelt, Harding y Coolidge, y un congresista de 1927-1933. Que defendía los principios conservadores como el nacionalismo, el individualismo, el constitucionalismo, la economía del laissez-faire, los derechos de propiedad, y la oposición a la reforma. Conservadores como Beck vieron la necesidad de regular el mal comportamiento en el mundo empresarial con la intención de proteger el capitalismo corporativo de las fuerzas radicales, pero estaban alarmados por las propuestas anti-negocios y pro-sindicales de Roosevelt después de 1905. Ellos comenzaron a cuestionar la noción de una autoridad nacional beneficioso para el gran capital, y el legalismo lugar enfatizado, la preocupación por la Constitución, y el respeto por el pasado de América.

#### Anticomunismo
Como consecuencia de la revolución bolchevique y el subsiguiente aumento de la URSS, los dos principales partidos políticos estadounidenses se convirtieron fuertemente anticomunista. Dentro de los EE. UU., la división extrema izquierda y un partido comunista estadounidense surgieron en la década de 1920. Los conservadores denuncian ideales comunistas como una subversión de los valores estadounidenses y mantenidos implacable oposición a los principios comunistas hasta el colapso de la Unión Soviética en 1991. Los conservadores eran especialmente sensibles a la percepción de elementos comunistas que tratan de cambiar las políticas y los valores nacionales en el gobierno de Estados Unidos, el medios de comunicación y el mundo académico. Los conservadores apoyaron con entusiasmo las agencias anticomunistas como el FBI, fueron los principales proponentes de las investigaciones del Congreso de los años 1940 y 1950, en particular los dirigidos por Richard Nixon y Joe McCarthy, y desconfiaban de los ex comunistas que expone el sistema, tales como las Cámaras Whittaker.

#### Escritores e Intelectuales
La escritura clásica conservadora del período incluye la Democracia y Liderazgo (1924) de Irving Babbitt. El Movimiento Eficiencia atrajo republicanos progresivos como Herbert Hoover con su pro-empresarial, el enfoque cuasi-ingeniería para resolver los problemas sociales y económicos.
Numerosas figuras literarias desarrollan una sensibilidad conservadora y advirtió de las amenazas a la civilización occidental. En el 1900-1950 era de Henry Adams, T. S. Eliot, Allen Tate, Andrew Lytle, Donald Davidson y otros temían que la innovación científica sin hacer caso desencadenaría fuerzas que pudieran socavar los valores occidentales tradicionales y llevar al colapso de la civilización. En su lugar, buscaron una justificación para la promoción de los valores culturales tradicionales en la cara de un ataque por el nihilismo moral basada en el relativismo histórico y científico.
Conservadurismo como un movimiento intelectual en el Sur después de 1930 fue representada por escritores como Flannery O'Connor y los agrarios del sur. La atención se centró en el tradicionalismo y la jerarquía.
Docenas de revistas de circulación destinadas a los pequeños intelectuales promovieron la causa conservadora en el siglo 20.

#### Periódicos
Los principales periódicos en los centros metropolitanos con puntos de vista editoriales conservadoras han jugado un papel importante en el desarrollo del conservadurismo estadounidense. En la era 1930-1960, la cadena Hearst, y los periódicos de la familia McCormick (especialmente el Chicago Tribune), y Los Angeles Times ha defendido causas más conservadores, al igual que las revistas de Henry Luce, el tiempo y la fortuna. Ien los últimos años, los medios de comunicación han perdido su ventaja conservadora.
Para 1936, la mayoría de los editores favorecieron republicano Alf Landon más liberal demócrata Franklin Roosevelt. En 15 ciudades más grandes del país los periódicos que editorialmente avaladas Landon representaron el 70 por ciento de la circulación, mientras que Roosevelt ganó el 69% de los votantes reales en esas 15 ciudades. El secreto de Roosevelt fue abrir un nuevo canal de comunicación con sus seguidores, a través de la radio. Su Fireside Chats influenciada sobre todo joven locutor de radio Ronald Reagan, que era un concesionario distinto entusiasta en ese momento. Los editores de periódicos siguen favoreciendo a los republicanos conservadores.
El Wall Street Journal ha sido una voz importante del conservadurismo desde 1930, y lo sigue siendo, desde su adquisición por parte de Rupert Murdoch en 2007. Como editor de la página editorial, Vermont Royster C. (1958-1971), y Robert Bartley (1972-2000), fueron especialmente influyentes en la prestación de una interpretación conservadora de las noticias sobre una base diaria.

### Gran Depresión
La Gran Depresión que siguió al colapso bursátil de 1929 dio lugar a la deflación, desempleo masivo, la caída de los ingresos agrícolas, las pérdidas de inversión, las quiebras bancarias, quiebras y, los ingresos del gobierno a precio reducido. políticas económicas proteccionistas de Herbert Hoover no lograron detener la depresión, y en la elección presidencial de 1932, Franklin D. Roosevelt Democrática obtuvo una victoria aplastante.

### Liga de la Libertad
El New Deal de Roosevelt tuvo el apoyo conservador considerable en el inicio, pero en 1934 los conservadores comenzó uniendo en oposición al presidente. El contraataque fue primero de los demócratas conservadores, encabezados por los candidatos presidenciales John W. Davis (1924) y Al Smith (1928), que movilizó a los hombres de negocios en la American Liberty League. La oposición al New Deal también vino de la vieja derecha, un grupo de conservadores del mercado libre anti-intervencionistas, originalmente asociada con los republicanos del Medio Oeste dirigido por Hoover y, después de 1938, por el senador Robert A. Taft de Ohio. La vieja derecha acusó a Roosevelt de promover el socialismo; algunos señalaron su condición de clase alta y dijo que era un "traidor a su clase".

### Reacción conservadora a Roosevelt
Alentados por su victoria aplastante en 1936, que diezmó el GOP en el Congreso, Roosevelt a principios de 1937 sorprendió al país al anunciar su plan para añadir seis jueces más a la nueve en el Tribunal Supremo que ha estado revolucionando legislación del New Deal. Vicepresidente John Nance Garner trabajó con aliados en el Congreso para detener Roosevelt. Muchos de los hombres que rompieron con Roosevelt sobre el tema Corte habían sido antiguos progresistas como el senador Burton K. Wheeler, de Montana y presidente del Tribunal Supremo, Charles Evans Hughes, que jugó un papel entre bastidores.
Roosevelt fue derrotado en la iniciativa Corte y se defendió atacando a sus enemigos en las primarias demócratas de 1938. La economía nacional se encontraba en una fuerte recesión, y huelgas generalizadas estaban haciendo uniones muy controvertida. Roosevelt falló como todos menos un miembro del Congreso se resistieron a la "purga". La oposición a Roosevelt se duplicó entre los congresistas del sur

### Formas coalición conservadora
El senador Josías Bailey (D-NC) publicó el "Manifiesto Conservador" en diciembre de 1937, que marcó el lanzamiento de la "coalición conservadora" entre republicanos y demócratas del sur. Los republicanos hicieron ganancias en todo el país en 1938. La Coalición Conservadora general Congreso controlado hasta 1963; hay una importante legislación aprobada por la coalición, se opuso. Sus líderes más destacados fueron el senador Robert A. Taft (R-OH) y el senador Richard Russell (D-GA).
Según James T. Patterson:
En términos generales los conservadores en el Congreso de 1939 coincidieron en su oposición a la extensión del poder federal y la burocracia, en la denuncia de gasto deficitario, en la crítica de los sindicatos industriales, y en la mayoría de los programas de bienestar insoportable. Se trató de "conservar" un Estados Unidos que se cree que han existido antes de 1933.

### Política Exterior
La coalición conservadora no se ocupa de la política exterior, ya que la mayoría de los demócratas del sur eran internacionalistas, una posición opuesta por la mayoría de los republicanos. El conservador republicano clave fue el senador Taft. Él buscó sin éxito la nominación republicana en 1940, 1948 y 1952, y era un aislacionista que se oponían a la adhesión de Estados Unidos en la OTAN (1949) y la lucha contra el comunismo en la guerra de Corea (1950).

#### Imagen de Jefferson
En la era del New Deal de la década de 1930, la memoria de Jefferson llegó a ser disputada suelo. Franklin D. Roosevelt admirado Jefferson y tenía el Jefferson Memorial construido en honor a su héroe. Aún más espectacular, sin embargo, fue la reacción de los conservadores, como se tipifica por la American Liberty League (que comprende en su mayoría demócratas conservadores que se parecían a los demócratas Bourbon de la era 1870-1900), y el Partido Republicano. Los republicanos conservadores abandonaron sus puntos de vista hamiltonianas porque llevaron a gobierno nacional ampliada. Su oposición al New Deal de Roosevelt fue echado en términos de pequeña gubernamentales explícitamente de Jefferson, y Jefferson se convirtió en un héroe de la derecha.

### Años 1945–51
El movimiento político conservador moderno, que combina elementos de ambos conservadurismo tradicional y el libertarismo, surgido tras la Segunda Guerra Mundial, pero tuvo sus raíces políticas inmediatas en reacción al New Deal. Esas dos ramas del conservadurismo aliados del poste WWI pensamiento anticomunismo. Defendieron un sistema en el que el Estado debe tener un papel limitado en los asuntos individuales. Sus concepciones de conservadurismo, aunque difieren ligeramente entre sí, comparten una inclinación hacia la elevación de un código moral universal dentro de la sociedad. A principios de 1950, el Dr. Russell Kirk define los límites y descansando razones de conservadurismo. En su libro, "La mente conservadora", escribió el Dr. Kirk seis "lugares comunes" que se convirtió en conceptos importantes para la filosofía conservadurismo. Otro nombre importante en el dominio del conservadurismo U.S es James Burnham. Burnham, filósofo de formación, pero recordado por su vida política, sin resolver algunos fundamentos de conservadurismo cuando, ferviente opositor del liberalismo, tomó posición a favor del servicio militar obligatorio.
En otro libro llamado rebeldes todos, los autores trataron de definir los principales objetivos del conservadurismo posguerra en los Estados Unidos. Ellos escribieron: "no es conservadurismo supone que es por el mantenimiento de las normas, la defensa de la civilidad, y con el ceño fruncido en la rebelión?" IA demás, mirando hacia atrás en la forma en que ha evolucionado a partir de después de la Segunda Guerra Mundial hasta nuestros días, parece innegable que el conservadurismo tiene la capacidad para defender creencias divergentes, tales como el liberalismo de libre mercado, el tradicionalismo religioso, mientras que la valoración de la sugerida agresivamente por la mente anticomunista. El conservadurismo moderno, un concepto muy complejo, tiene sus raíces en las obras de pensadores posteriores a la Segunda Guerra Mundial y filósofos cuyas opiniones diferentes acerca de cómo promover objetivos similares (la cortesía, la rebelión con el ceño fruncido y el mantenimiento de las normas sociales) reflejan la subjetividad de esta inclinación política.
En 1946, los republicanos conservadores tomaron el control del Congreso y abierto investigaciones sobre la infiltración comunista del gobierno federal con Roosevelt. Congresista Richard Nixon acusó Alger Hiss, un alto funcionario del Departamento de Estado, de ser un espía soviético. Con base en el testimonio de Whittaker Chambers, un ex comunista que se convirtió en un héroe líder anticomunista y para los conservadores, de Hiss fue declarado culpable de perjurio.
El presidente Harry Truman (1945-1953) adoptó una estrategia de contención contra la expansión comunista de Stalin en Europa. principales iniciativas políticas de Truman fueron a través de la Doctrina Truman (1947), el Plan Marshall (1948) y la OTAN (1949). políticas de la Guerra Fría de Truman contaron con el apoyo de la mayoría de los conservadores a excepción de los aislacionistas restantes. Los (compuestos por miembros del Partido Comunista y compañeros de viaje) de extrema izquierda querían continuar la distensión con Rusia, y seguidos de FDR vicepresidente Henry Wallace en una cruzada quijotesca en 1948 que no pudo ganar un amplio apoyo y, de hecho, en gran parte destruido el extremo izquierdo en el Democrática fiesta. Truman fue elegido pero su cacareada "trato justo" llegó a ninguna parte, ya que la coalición conservadora establece la agenda interna en el Congreso. La Coalición no jugó un papel en los asuntos exteriores. 
En 1947, la coalición conservadora en el Congreso aprobó la Ley Taft-Hartley, el equilibrio de los derechos de administración y los sindicatos, y la deslegitimación de los líderes sindicales comunistas. Sin embargo, la principal tarea de erradicar a los comunistas de los sindicatos y el Partido Demócrata se llevó a cabo por los liberales, como Walter Reuther del sindicato de trabajadores de automóviles y Ronald Reagan del Sindicato de Actores Reagan era un liberal demócrata en el momento.
Un típico republicano en el Congreso fue Noé M. Mason (1882-1965), que representó un distrito sur del estado rural de Illinois de 1937 a 1962. No es tan extravagante o bien conocido como su colega Everett McKinley Dirksen, ardientemente apoyado derechos de los estados en con el fin de minimizar el papel del gobierno federal, pues temía la regulación federal de los negocios. Desconfiaba de Roosevelt, y le dio muchos discursos contra el elevado gasto federal. Llamó Nuevos Distribuidores, como Eveline M. Burns, Henry A. Wallace, Adolph A. Berle, Jr., y Paul A. Porter, como socialistas, y sugirió que sus políticas se parecen fascismo. Luchó comunismo como miembro del Comité de Actividades Antiamericanas (1938-1943), y en 1950 él defendió expone de Joe McCarthy.

### Guerra de Corea
Cuando Corea del Norte recuperó Corea del Sur en 1950 Truman adoptó una estrategia de retroceso, con el objetivo de liberar todo el país por la fuerza. Truman decidió no obtener la aprobación del Congreso para su guerra-se basó en la aprobación de la ONU, lo cual dejó a los republicanos libre para atacar a sus políticas de guerra. Taft dijo que la decisión de Truman era "una usurpación completa por el presidente."

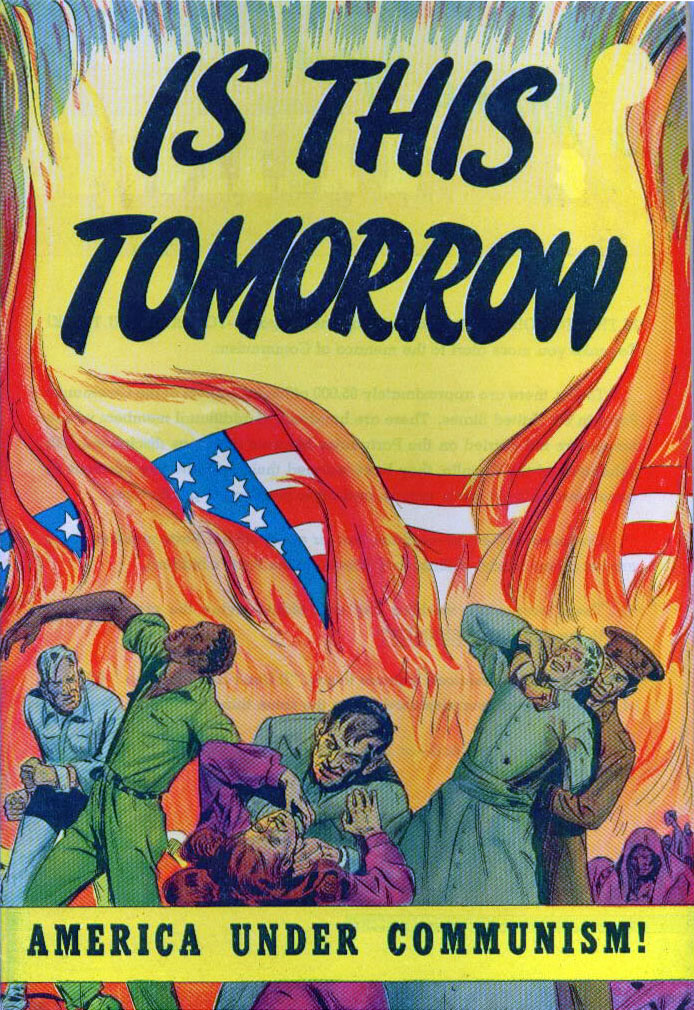
Un panfleto de 1947 publicado por la Sociedad de Guías Católicos Catequistas que ataca a los comunistas

Cuando la ansiedad sobre el comunismo en Corea y China alcanzó un punto álgido, un senador de otro modo oscuro, Joe McCarthy de Wisconsin, puesto en marcha investigaciones extremadamente alta visibilidad en el encubrimiento de los espías en el gobierno. McCarthy utilizó tácticas descuidados que permitieron a sus oponentes para contraatacar con eficacia. Católicos irlandeses (incluyendo Buckley y la Familia Kennedy) eran intensamente anticomunista y defendió McCarthy (un católico irlandés compañero).
El examen de la historia intelectual conservadora de la posguerra, Kim Phillips-Fein escribe:
La síntesis más influyente del sujeto se mantiene la tradición conservadora Intelectual de George H. Nash desde 1945 .... Él argumentó que el conservadurismo de posguerra reunió a tres corrientes intelectuales de gran alcance y parcialmente contradictorios, que previamente había sido en gran parte independientes entre sí: el liberalismo, el tradicionalismo, y la lucha contra el comunismo. Cada cepa particular de pensamiento tuvo predecesores anteriormente en los siglos XX (e incluso XIX), pero se les unió en su formulación posguerra distintivo por el liderazgo de William F. Buckley y National Review. La fusión de estas diferentes, compitiendo, y no las escuelas de pensamiento fácilmente reconciliados condujo a la creación, Nash argumentó, de un derecho moderno coherente ".

### Eisenhower
El aislacionismo había debilitado la vieja derecha, como se muestra por la derrota del general Dwight D. Eisenhower del senador Robert A. Taft para la nominación del Partido Republicano en 1952. Eisenhower y luego ganó las elecciones de 1952 por la cruzada contra lo que llamó fracasos de Truman: "Corea, el comunismo y la corrupción ". Eisenhower terminó rápidamente la guerra de Corea, que la mayoría de los conservadores por entonces se opusieron, y adoptó una política fiscal conservadora, mientras que cooperan con Taft, que se convirtió en el líder de la mayoría del Senado. Eisenhower como presidente promovió "republicanismo moderno", que implica un gobierno limitado, presupuestos equilibrados, y frenar el gasto público. A pesar de tomar una posición anticomunista firme, Ike reducir el gasto de defensa al cambiar la estrategia nacional de la dependencia de las divisiones del ejército caros a las armas nucleares baratos. Lo intentó (pero no) para eliminar soportes caros para los precios agrícolas, e intentó (y logró) para reducir el papel del gobierno federal mediante la devolución de las reservas de petróleo en alta mar a los estados. Eisenhower mantuvo las políticas de regulación y de bienestar del New Deal, con los republicanos toman el crédito para la expansión de la Seguridad Social. Eisenhower trató de minimizar el conflicto entre los grupos económicos y raciales en la búsqueda de la armonía social, la paz y la prosperidad. Fue reelegido por un corrimiento de tierras en 1956.

### Russell Kirk

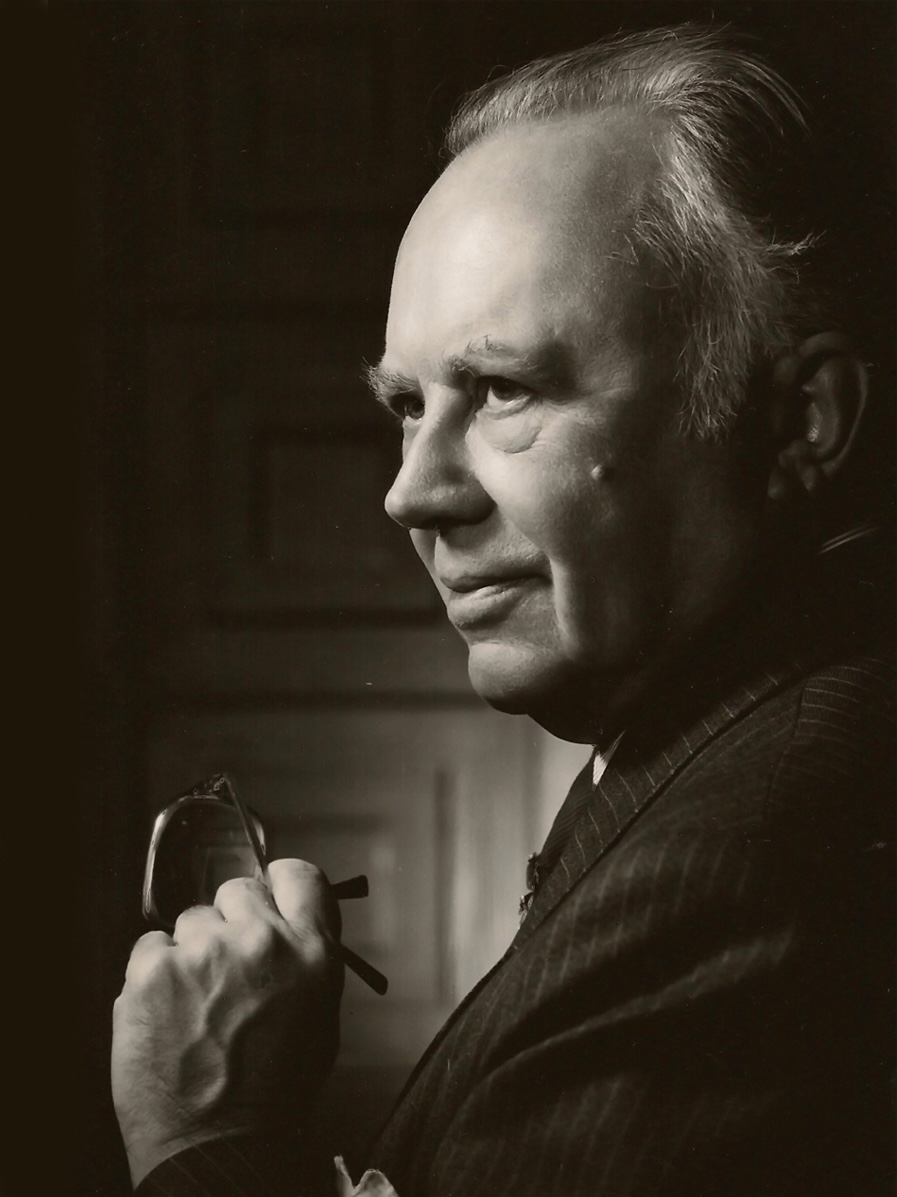
Russell Kirk, teórico conservador

Mientras que los republicanos en Washington estaban retocando el New Deal, la oposición más crítica al liberalismo vino de escritores. Russell Kirk (1918-1994) afirmó que tanto el liberalismo clásico y moderno coloca demasiado énfasis en las cuestiones económicas y no tuvo en cuenta la naturaleza espiritual del hombre, y pidió un plan de acción para un movimiento político conservador. Dijo que los líderes conservadores deben apelar a los agricultores, pequeños pueblos, las iglesias, y otros. [1] Este grupo objetivo es similar a la base electoral del partido conservador británico.
Kirk opone firmemente las ideas libertarias, que veía como una amenaza a cierto conservadurismo. En libertarios: el canto Secretarios Kirk escribió que lo único que los liberales y los conservadores tienen en común es una detestación del colectivismo. "? ¿Qué más conservadores y libertarios profesan en común La respuesta a esa pregunta es simple: nada ni van a tener..".

### William F. Buckley la Revista Nacional

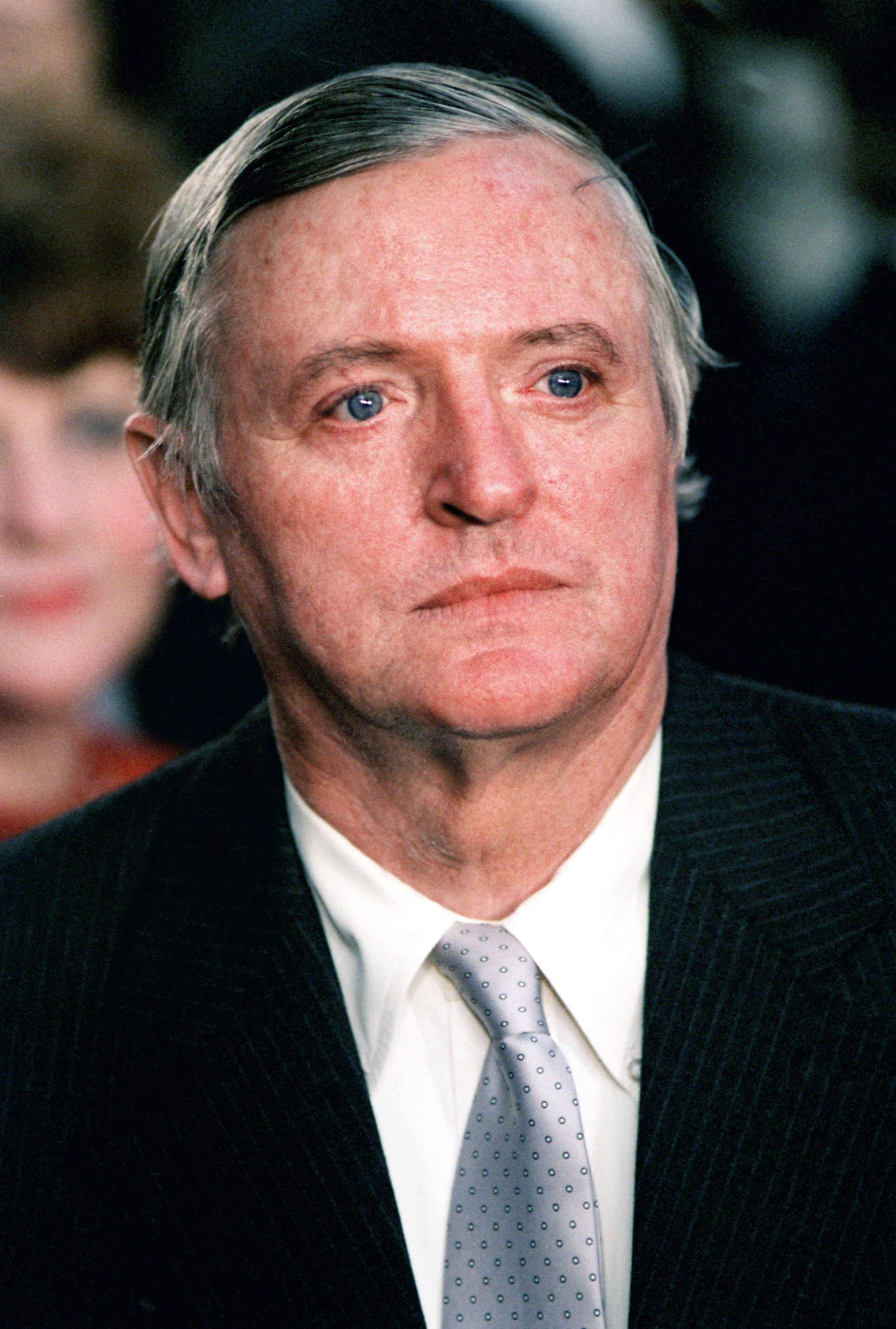
William F. Buckley, Jr.

El organizador y promotor de ideas conservadoras más efectivo fue William F. Buckley, Jr. (1925-2008), el fundador de National Review en 1955 y un escritor y personalidad de los medios altamente visible. Se han producido numerosos compartimientos pequeños de circulación a la derecha antes, pero el National Review ganado la atención nacional y forma el movimiento conservador, debido a la edición fuerte y una fuerte estable de colaboradores habituales. Erudito, ingenioso e incansable, Buckley inspiró un nuevo entusiasmo.
Buckley montado un ecléctico grupo de escritores, intelectuales: los tradicionalistas católicos, liberales y ex comunistas. Ellos incluyen: Russell Kirk, James Burnham, Frank Meyer, Willmoore Kendall, L. Brent Bozell, y Whittaker Chambers En comunicado la fundación de la revista Buckley escribió:
El lanzamiento de una revista semanal conservadora de opinión en un país ampliamente asumido para ser un bastión del conservadurismo a primera vista parece una obra de supererogación, algo así como la publicación de una semana realista dentro de las paredes del palacio de Buckingham. No es que, por supuesto; Si la revisión nacional es superflua, es así que por razones muy diferentes: Se coloca transversalmente historia, gritando Stop, en un momento en ningún otro se inclina a hacerlo, o tener mucha paciencia con aquellos que de manera impulsarlo.

### Milton Friedman y los liberalistas económicos
El economista austriaco F. A. Hayek (1899-1992) en 1944 galvanizado oponentes del New Deal con el argumento de que la izquierda en Gran Bretaña estaba dirigiendo esa nación por el "camino de servidumbre".
Más influyente fue la escuela de economía de Chicago, dirigido por Milton Friedman (1912-2006) y George J. Stigler (1911-1991), que defendía la política pública neoclásica y monetarista. La Escuela de Chicago proporcionó una vigorosa crítica de la regulación, sobre la base de que llevó al control de las regulaciones por las propias industrias reguladas. Desde 1974, la regulación gubernamental de la industria y la banca ha disminuido considerablemente. La Escuela atacó la economía keynesiana, la teoría dominante de la economía, que afirmó Friedman se basó en modelos poco sólidas. La "estanflación" de la década de 1970 (la combinación de alta inflación y alto desempleo) era imposible de acuerdo a los modelos keynesianos, pero fue predicho por Friedman, dando su enfoque credibilidad entre los expertos
A finales de 1960, Ebenstein argumenta, Friedman fue "el más destacado intelectual público conservador, al menos en los Estados Unidos y probablemente en el mundo." [1] Friedman defendió, en conferencias, columnas semanales, y los libros y en la televisión, una mayor dependencia en el mercado. Los estadounidenses deben ser "Libre para elegir". Él convenció a muchos conservadores del proyecto era ineficiente e injusto; Nixon terminó en 1973. Los economistas de la Escuela de Chicago Nueve ganado premios Nobel, y sus ideas sobre la desregulación llegó a ser ampliamente aceptado. "Monetarismo" de Friedman no fue tan bien, con la práctica monetaria de metas de inflación, no la oferta de dinero. Como economista académico, Ben Bernanke, desarrolló el argumento de Friedman de que la crisis bancaria de principios de la década de 1930 se profundizó y prolongó la depresión. Como Presidente de la Reserva Federal, enérgica reacción de Bernanke a la gran crisis financiera de 2008 se basó en parte en las advertencias de Friedman sobre acciones de la Fed después de 1929.

### Sociedad John Birch
Robert W. Welch Jr. (1900-1985) fundó la Sociedad John Birch como una fuerza de arriba hacia abajo autoritaria para combatir el comunismo. Tenía decenas de miles de miembros y libros distribuidos, folletos y la revista estadounidense conclusiones. Fue tan estrechamente controlada por Welch que su eficacia era estrictamente limitado, ya que en su mayoría se centró en las llamadas para acusar Presidente del Tribunal Supremo Earl Warren, así como el apoyo de la policía local. Se convirtió en un pararrayos importante para los ataques liberales. En 1962, Buckley ganó el apoyo de Goldwater y otros conservadores que conducen a un ataque a Welch. Denunció Welch y la Sociedad John Birch en la Revista Nacional, como "muy alejada de sentido común", e instó a los republicanos a purgarse de la influencia de Welch.

### Desacuerdos internos
El principal desacuerdo entre Kirk, que se convertiría descrito como un conservador tradicionalista, y los defensores de las libertades era si la tradición y la virtud o la libertad debe ser su principal preocupación. Frank Meyer trató de resolver la disputa con "fusionismo": Estados Unidos no podría conservar sus tradiciones sin libertad económica. También señaló que se unieron en oposición a la "gran gobierno" e hicieron anticomunismo el pegamento que uniría a ellos. El término "conservador" se utiliza para describir los puntos de vista de los partidarios nacionales de recurso, a pesar de las protestas iniciales de los libertarios, porque el término "liberal" se había convertido asociado con "New Deal" partidarios. También fueron más tarde conocidos como la "nueva derecha", en oposición a la nueva izquierda.

## 1960s

### El sur y la segregación
El reciente movimiento se basa en el Partido Republicano, pero durante la era de la segregación, antes de que se prohibió en 1965, muchos demócratas del sur eran conservadores. Congresistas del sur eran una parte clave de la coalición conservadora que en gran parte controlada legislación nacional en el Congreso de 1937 a 1963. demócratas del sur se defendió de Partido Republicano (GOP) con el argumento de que sólo ellos podían defender la segregación porque el Partido Republicano a nivel nacional se ha comprometido a la integración. Ese argumento se vino abajo cuando el Congreso prohibió la segregación en 1964. Esto proporcionó una oportunidad para hacer un llamamiento a los republicanos conservadores sureños sobre la base de que el GOP fue el partido más conservador en una amplia gama de temas sociales y económicos, así como de línea dura en la política exterior cuando las fuerzas contra la guerra ganaron fuerza en el partido Demócrata. los conservadores blancos del sur se trasladaron desde el Partido Demócrata para el GOP a nivel presidencial en la década de 1960, y en el nivel estatal y local a partir de 1990.

### Wallace en 1963
Democrática George Wallace, el recién elegido gobernador de Alabama, en enero de 1963 electrificó el blanco del Sur a través del llanto a cabo para "Segregación ahora, segregación mañana, segregación para siempre!" Más tarde se quedó en la puerta de la escuela en un intento fallido de detener los funcionarios federales de la segregación en la Universidad de Alabama. Wallace comunicada conservadurismo tradicional en un lenguaje populista, anti-elitista y "tierra" que resonó con los votantes de clase rurales y de trabajo que durante mucho tiempo habían formado parte de la coalición del nuevo contrato. Él fue capaz de explotar contra el comunismo, anhelos de valores y aversión a los agitadores de derechos civiles, manifestantes contra la guerra y exhibicionistas sexuales estadounidenses "tradicionales". El movimiento Wallace ayudó a romper un elemento importante de los nuevos, los blancos de bajos ingresos sin poder acuerdo de coalición con menor educación-¿Cuáles décadas más tarde hicieron su camino en el GOP en el Sur. Él ayudó a allanar el camino para la reacción conservadora de los años 1970 y 1980. Sin embargo, Wallace no recibió el apoyo de Goldwater, Buckley o cualquier conservadora corriente principal. Lo hizo obtener el apoyo de la Sociedad John Birch y el cristiano anti-comunismoCruzada. de base populista de Wallace de granjeros blancos pobres, se hizo eco de los demagogos racistas anterior como Tom Watson de Georgia. Como gobernador de Alabama (y, cuando su esposa había elegido, como esposo de la gobernadora) Wallace combinó su posición reaccionaria sobre los derechos civiles con programas relativamente liberales, como el apoyo para las mujeres. A pesar de este apoyo para la asistencia social del gobierno a nivel estatal, Wallace no creía en la intervención gubernamental en la libre empresa y la propiedad privada. Se acusa a los liberales de usar el gobierno federal para intervenir en "empresas privadas de todo el mundo" y como un conservador cree en la "libertad para los negocios y el trabajo".

### Goldwater en 1964

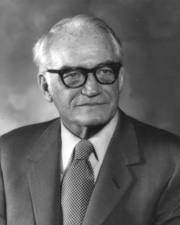
Senador Barry Goldwater

Los conservadores se unieron detrás de la fallida campaña presidencial de 1964 del senador de Arizona Barry Goldwater (1919-1998), que había publicado La Conciencia de un Conservador (1960), un libro de mayor venta que explica la teoría conservadora moderna. Goldwater se debilitó de manera significativa por su propensión a las declaraciones fuera del manguito de que sonaban en materia de seguridad social radical, el impuesto sobre la renta, y la guerra en Vietnam. En Tennessee, sugirió la venta de la Tennessee Valley Authority, que era uno de los favoritos para los conservadores en su región. Votó en contra de la Ley de Derechos Civiles de 1964, ganando con ello el apoyo de los segregacionistas del sur. El apoyo a la campaña de vino de numerosos militantes de base, tales como Phyllis Schlafly (1924-) y de los recién formados Jóvenes Estadounidenses por la Libertad, un proyecto patrocinado por Buckley. En 1965 los conservadores estaban emocionados por William F. Buckley como el candidato del partido conservador a la alcaldía de Nueva York. Cuando se le preguntó lo que iba a hacer en primer lugar en caso de ganar, Buckley dijo en broma, "pedir un recuento de votos."
 Los conservadores estaban organizando rápidamente, y trabajaron duro en 1966 por Ronald Reagan (1911-2004), que fue elegido gobernador de California.

## 1970s
Reagan cada vez más dominado el movimiento conservador, especialmente en su fallido 1,976 búsqueda de la nominación presidencial republicana y su exitosa carrera en 1980

### Derecho Religioso
Por la década de 1950 los Conservadores enfatizaban las raíces judeocristianas de sus valores. Goldwater señaló que "los conservadores creían que la proyección comunista del hombre como productores, consumidores animal para ser usada y desechada era la antítesis de todos los entendimientos judeocristianos que son los cimientos sobre los que se destaca la República." Ronald Reagan subrayó con frecuencia los valores judeocristianos como ingredientes necesarios en la lucha contra el comunismo. La creencia en la superioridad de las tradiciones judeocristianas occidentales llevó conservadores de restar importancia a las aspiraciones del Tercer Mundo y de denigrar el valor de la ayuda exterior. Desde la década de 1990, el término "judeocristiano" ha sido utilizado principalmente por los conservadores.
Los evangélicos se habían politizado en la década de 1920, luchando para imponer la prohibición y para detener la enseñanza de la evolución en las escuelas (como en el ensayo de los alcances de 1925), pero ha sido en gran medida políticamente en calma desde la década de 1930. La aparición de la "derecha religiosa" como una fuerza política y parte de la coalición conservadora data de la década de 1970 y fue una respuesta a la secularización y sentencias del Tribunal Supremo sobre la oración de la escuela y el aborto. Según Wilcox y Robinson, "La derecha cristiana es un intento de restaurar los valores judeocristianos a un país que está en una profunda decadencia moral .... [Ellos] creen que la sociedad sufre de la falta de una base firme de judeocristiana y los valores que tratan de escribir las leyes que encarnan esos valores ". Especialmente importante fue la reacción hostil a la Roe v. Wade decisión del Tribunal Supremo que legalizó el aborto, que reunió a los católicos (que se había opuesto a largo aborto) y evangélicas protestantes (que eran nuevos en el tema).
Tomando nota de la ira de los obispos católicos por la pérdida de los fondos del estado a causa de la oposición católica a los padres adoptivos homosexuales, junto con otros problemas sociales, el New York Times informó de que a finales de 2011:
"La idea de que los estadounidenses religiosos son ahora las víctimas de la persecución respaldada por el gobierno no es un tema frecuente no sólo para los obispos católicos, sino también para los candidatos presidenciales republicanos y los evangélicos conservadores."

### Neo Conservadores
La década de 1970 el movimiento de muchos intelectuales liberales prominentes hacia la derecha, muchos de ellos de la ciudad de Nueva York raíces judías y reputaciones académicas bien establecidas Se habían convertido en desilusionados con el liberalismo, especialmente la política exterior de distensión con la Unión Soviética.
Irving Kristol y Leo Strauss fueron fundadores del movimiento. El Comentario revistas y el interés público eran sus puntos de venta clave, así como artículos de opinión de los principales periódicos y documentos de posición de los grupos de reflexión. Activistas de todo el senador demócrata Henry Jackson se involucraron profundamente también. El portavoz prominentes incluyen Gertrude Himmelfarb, Bill Kristol, Paul Wolfowitz, Lewis Libby, Norman Podhoretz, Richard Pipes, Charles Krauthammer, Richard Perle, Robert Kagan, Elliott Abrams y Ben Wattenberg. Mientras tanto, el senador Daniel Patrick Moynihan era muy simpático, pero siguió siendo un demócrata. Algunos de los discípulos neoconservadores influyentes Strauss incluyó candidato al Tribunal Supremo Robert Bork, Paul Wolfowitz (que se convirtió en subsecretario de Defensa), Alan Keyes (que se convirtió en secretario de Estado adjunto), William Bennett (que se convirtió en Secretario de Educación), editor de Weekly Standard William Kristol, filósofo político Allan Bloom, el escritor John Podhoretz, presidente de la universidad John Agresto; politólogo Harry V. Jaffa; y novelista Saul Bellow.
Los Neo conservadores apoyan en general las políticas pro-empresariales. Algunos se fueron a la formulación de políticas de alto o cargos de asesoramiento en el Reagan, Bush I y administración Bush II.

### Conservacionismo en el sur
El crecimiento del conservadurismo dentro del Partido Republicano atrajo blancos conservadores demócratas del sur en las elecciones presidenciales. Unos grandes nombres cambiados a los republicanos, entre ellos el senador de Carolina del Sur Strom Thurmond en 1964, y el gobernador de Texas, John Connally en 1973. A partir de 1968, en el Sur del GOP dominó la mayoría de las elecciones presidenciales (1976 fue la única excepción), pero no hasta el 1990 hizo el GOP se convierta en dominante en la política estatal y local en la región. A través de la estrategia del Sur, los republicanos construyeron su fuerza entre los Bautistas del Sur y otros fundamentalistas religiosos, conservadores sociales blancos, suburbios de clase media, algunos migrantes del Norte, y los cubanos en la Florida. Mientras tanto, a partir de 1964, los votantes afroamericanos en el Sur comenzaron a mostrar un apoyo abrumador para el Partido Demócrata en los planos tanto presidenciales y locales. Ellos eligieron un número de congresistas y alcaldes. En 1990 había todavía muchos demócratas blancos moderados con cargos en el Sur, pero cuando se retiraron fueron reemplazados por lo general mucho más republicanos conservadores o liberales negros. En el siglo 21, los científicos políticos apuntan a la fuerte base de conservadurismo social en el Sur. Los protestantes evangélicos, que comprende la "derecha religiosa", tienen desde los años 1980 influenciadas fuertemente el voto en las primarias republicanas, porque es sobre todo en el sur, donde el núcleo evangélico del GOP es más fuerte.
"

### Grupos de reflexión y fundaciones

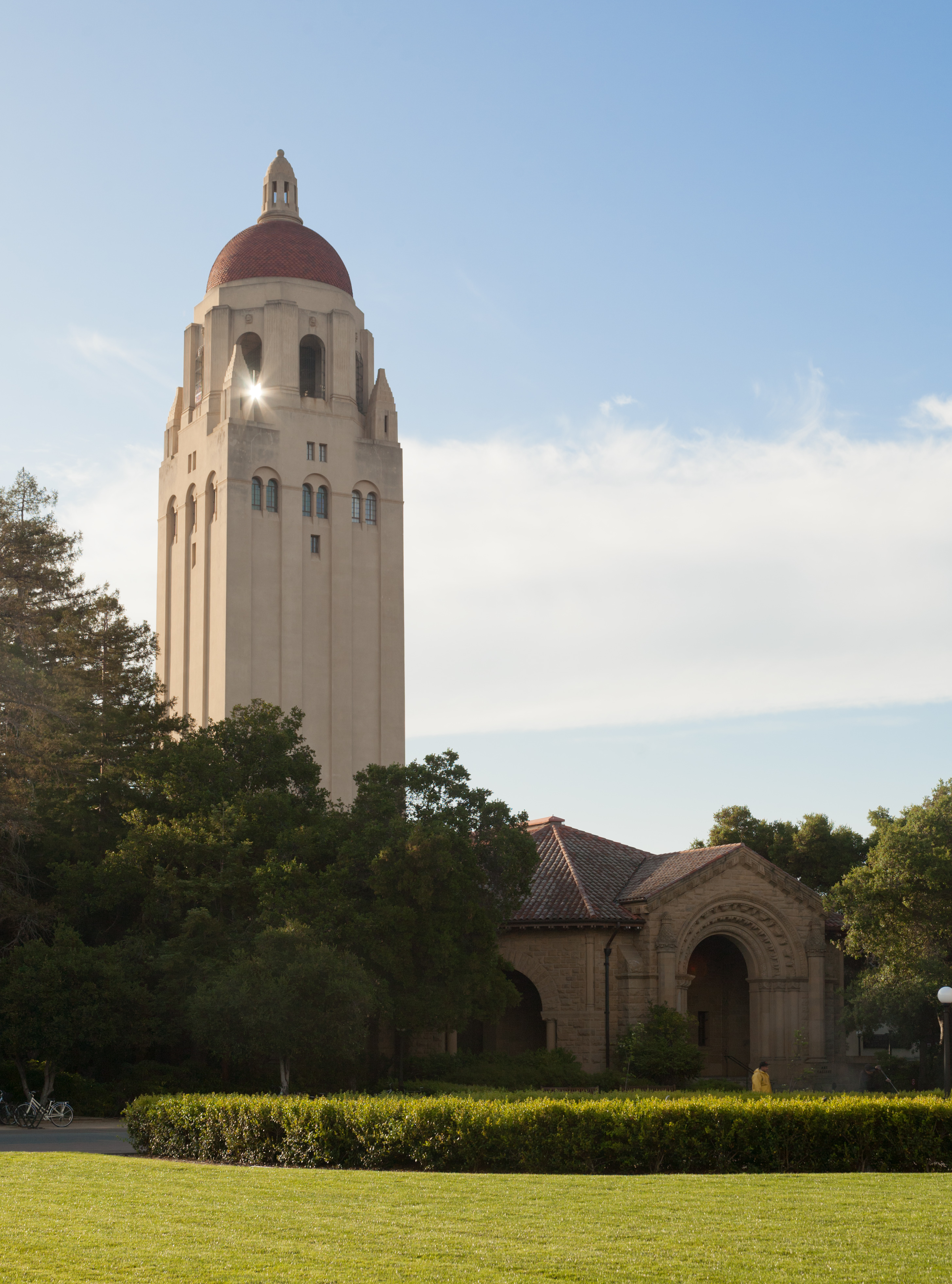
Torre Hoover en la Institución Hoover.

En 1971 Lewis F. Powell Jr. instó a los conservadores para volver a tomar el mando de discurso público a través de una campaña de difusión en los medios concertada. En Lewis punto de vista, esto podría conllevar la supervisión de "redes de televisión nacionales ..., la reducción de] más 'editorial' por los estudiosos independientes que creen en el sistema de libre empresa"; la publicación en revistas y periódicos "-que van desde las revistas populares a los más intelectuales"; la emisión de "libros, libros de bolsillo y folletos"; y dedicar dinero de la publicidad a "un importante esfuerzo sostenido, para informar e iluminar al pueblo estadounidense".
Consciente de que la Institución Brookings había jugado un papel influyente durante décadas en la promoción de las ideas liberales, la Fundación Heritage fue diseñada como una contrapartida a la derecha. Mientras tanto, más viejos grupos de expertos conservadores, como el American Enterprise Institute crecieron rápidamente como resultado de incrementos importantes en la filantropía conservadora. Ambos grupos de reflexión se hizo más orientado a los medios de comunicación, más agresiva ideológico, y más centrado en la producción de respuesta rápida y publicaciones más cortos. Al mismo tiempo, por lo general, se abstuvieron de investigación a largo plazo a favor de los proyectos con implicaciones políticas inmediatas y producen materiales sintéticos en lugar de investigación a largo plazo.
En las siguientes décadas, las políticas conservadoras que antes se consideraban fuera de la política dominante, tales como la abolición del bienestar, la privatización de la Seguridad Social, la desregulación de la banca, la guerra preventiva y la enseñanza del creacionismo en las escuelas, se tomaron en serio y en ocasiones se convirtieron en ley, debido en parte al trabajo de la Institución Hoover, la Fundación Heritage, el Instituto Cato, el Centro de Estudios Estratégicos e Internacionales, el Instituto Hudson, el American Enterprise Institute, y varios think tanks más pequeños.
Quejándose de que en el mundo académico la corriente principal era hostil a los conservadores, varias fundaciones se hicieron especialmente activo en la financiación de la investigación de políticas conservadoras, especialmente la Fundación Adolph Coors, la Fundación Bradley, las fundaciones de la familia Koch, las fundaciones Scaife, y (hasta que se cerró en 2005), la Fundación John M. Olin. Por lo general, las fundaciones han hecho hincapié en la necesidad de buscar soluciones basadas en el libre mercado a los problemas nacionales. Las bases a menudo han invertido en las publicaciones y en las organizaciones de estudiantes conservadores, como el Intercollegiate Studies Institute, y en los fundamentos legales, tales como la Sociedad Federalista.
La política de empresarios como William Baroody, Edwin Feulner y Paul Weyrich empezó a afianzar el conservadurismo en las instituciones públicas de investigación. Su objetivo era competir con el régimen liberal para el control de las fuentes de energía. La aparición de los grupos de reflexión cambió la historia del conservadurismo y dejó una enorme huella en la derecha republicana en los años siguientes.

### Nixon, Ford, Carter
Las administraciones republicanas del presidente Richard Nixon (1969-1974) y Gerald Ford (1974-1977) se caracterizan por su énfasis en la distensión y en la intervención económica a través de los controles de precios y salarios. Ford enfureció a los conservadores al continuar con el judío Henry Kissinger como Secretario de Estado impulsando su política de distensión con la Unión Soviética. Los conservadores finalmente encontraron un nuevo campeón en Ronald Reagan, quien tras 8 años como gobernador de California acababa de terminar su nandato en 1976 y apoyaron su campaña para la nominación presidencial republicana. Ford ganó por un estrecho margen el nuevo nombramiento, pero perdió la Casa Blanca. Tras las importantes ganancias de los liberales demócratas en las elecciones legislativas de 1974, el pueblo estadounidense eligió a Jimmy Carter. Carter demostró ser demasiado liberal para sus compañeros los Bautistas del Sur (que votaron por él en 1976, pero no 1980), demasiado conservador para la corriente principal del Partido Demócrata, y muchos cuestionó su política de relaciones exteriores. Carter se dio cuenta de que había una fuerte sensación de malestar nacional, ya que la inflación se disparó, las tasas de interés se dispararon, la economía se estancó, y la humillación prolongada se produjo cuando los militantes islámicos en Teherán mantuvieron como rehenes a diplomáticos estadounidenses durante 444 días en 1979-81.

### Recesiones de 1970
Durante las recesiones de la inflación de 1970 y el desempleo se dispararon simultáneamente y déficits presupuestarios estaban empezando primero en hacer sonar las alarmas. América era todavía un país moderadamente progresivo en la década de 1970: los ciudadanos apoya programas sociales y votó en contra de los esfuerzos para reducir los impuestos. Pero hacia el final de la década, una revuelta de impuestos en toda regla había conseguido en curso, dirigido por el paso arrollador en 1978 de la Propuesta 13 en California, lo que redujo los impuestos de propiedad bruscamente, y el creciente apoyo del Congreso para el recibo de la contribución Kemp-Roth , que propone reducir los impuestos federales sobre la renta en un 30 por ciento. [1] economía de la oferta desarrolladas durante la década de 1970 en respuesta a la política económica keynesiana, y en particular el fracaso de la gestión de la demanda para estabilizar las economías occidentales durante la estanflación de la década de 1970, en el a raíz de la crisis del petróleo en 1973. Se basó en una serie de pensamiento económico no keynesianos, en particular la Escuela de Chicago y la Escuela Neo-Clásica.

### Parada de la Enmienda de Igualdad de Derechos
Las mujeres conservadoras se movilizaron a finales de 1970 por Phyllis Schlafly (1924-), en un esfuerzo para detener la ratificación de la Enmienda de Igualdad de Derechos (ERA) de la Constitución de EE. UU. La efectividad había parecido un esfuerzo no controvertido para proporcionar la igualdad legal cuando facilidad aprobada por el Congreso en 1972 y rápidamente fue ratificado por 28 de los 38 estados necesarios. Schlafly denunció como inclinar el campo de juego en contra de la tradicional ama de casa en una toma de poder por las feministas anti-familia a la izquierda. Ella advirtió que significaría la mujer se elaborarán en el Ejército en las mismas condiciones que los hombres. A través de su Eagle Forum organizó estado por estado para bloquear la ratificación, ya que los Estados rescindir su ratificación. Congreso extendió el tiempo necesario, y un movimiento entre las feministas intentó boicotear ciudades turísticas de los estados que no habían ratificado (como Chicago y Nueva Orleans). Fue en vano. La efectividad nunca se convirtió en ley y Schlafly se convirtió en un portavoz importante para anti-feminismo en el movimiento conservador
.

## Era de Reagan: 1980

### Ascenso conservador
En Teherán, militantes islámicos liberaron a los rehenes en el momento de Ronald Reagan fue juramentado. [cita requerida]Con su victoria en 1980, el movimiento conservador estadounidense moderno tomó el poder. Republicanos tomaron el control del Senado por primera vez desde 1954, y los principios conservadores dominaron las políticas económica y exterior de Reagan, con la economía de la oferta y la estricta oposición al comunismo soviético que define la filosofía de la Administración. Las ideas de Reagan se abrazaron en gran parte y con el apoyo de la conservadora Heritage Foundation, que creció de manera espectacular en su influencia durante los años de Reagan, se extendió a un segundo término por la elección presidencial de 1984, como Reagan y sus principales colaboradores observaron que la herencia de la orientación normativa.
Un icono del movimiento conservador estadounidense, Reagan se le atribuye por sus partidarios con la transformación de la política de los Estados Unidos, la galvanización del éxito del Partido Republicano. [cita requerida]Se reunió una coalición de conservadores económicos, que apoyaron su economía de la oferta; los conservadores de la política exterior, que favorecieron su firme oposición al comunismo y la Unión Soviética; y los conservadores sociales, que se identificaron con sus ideales religiosos y sociales. Reagan marcada la Unión Soviética el "imperio del mal". Los conservadores también apoyaron la Doctrina Reagan, en virtud del cual los EE. UU. proporcionó ayuda militar y de otro de los movimientos insurgentes resisten los gobiernos alineados con la Unión Soviética. Para estos y otros esfuerzos, Reagan fue atacada por los liberales en su momento como un belicista peligroso, pero los historiadores conservadores afirman que él ganó en forma decisiva la Guerra Fría. El Partido Republicano buscaban los votos que necesitaban para lograr sus objetivos principales de recorte de impuestos, reducción de gastos y desregulación económica apelando a las ansiedades culturales, religiosas y étnicas.
Para definir el conservadurismo, Reagan dijo: ". Si usted lo analiza Creo que el corazón y el alma del conservadurismo es libertarismo Creo que el conservadurismo es realmente un término equivocado al igual que el liberalismo es un nombre inapropiado para los liberales, si estábamos de vuelta en los días de la revolución, los llamados conservadores sería hoy los liberales y los liberales sería que los conservadores. La base del conservadurismo es un deseo de una menor interferencia del gobierno o autoridad menos centralizada o más libertad individual y esta es una descripción muy general, también de lo que el libertarismo es ". puntos de vista de Reagan en el gobierno fueron influenciados por Thomas Jefferson, en especial su hostilidad a los gobiernos centrales fuertes. "Todavía somos hijos de Jefferson ", declaró en 1987." La libertad no es creada por el Gobierno, ni tampoco es un regalo de los que están en el poder político. Es, de hecho, aseguró, más que cualquier otra cosa, por las limitaciones impuestas a los de Gobierno ". De la misma manera que él admiraba mucho y con frecuencia cita de Abraham Lincoln
La economía de la oferta dominaron fue en la era Reagan Durante sus ocho años de mandato la deuda nacional de más del doble, de $ 907 millones en 1980 con $ 2,6 billones de dólares en 1988, y los precios al consumidor aumentó en más del 50%. Hubo recortes en las tasas de impuesto sobre la renta. Tque el ingreso familiar medio real, que ha disminuido durante la administración anterior, creció alrededor del diez por ciento con Reagan.[cita requerida] El período comprendido entre 1981 1989 fue uno de los más prósperos en la historia de América, con 17 millones de nuevos puestos de trabajo creados.

## Desde 1990
En 1992, muchos conservadores repudiaron al presidente Bush por haber violado su promesa: "Lee mis labios: ¡No hay nuevos impuestos." Fue derrotado por la reelección en 1992 en una carrera de tres vías, con el populista Ross Perot atraer un apoyo considerable a la derecha. El demócrata Bill Clinton fue detenido en su plan para el cuidado de salud del gobierno, y en 1994 el Partido Republicano obtuvo ganancias de barrido bajo la dirección de Newt Gingrich, el primer republicano para convertirse en altavoz de 40 años. Gingrich ha exagerado su mano cortando la financiación para el gobierno federal, lo que permite Clinton para recuperar el impulso y ganar la reelección en 1996. El "Contrato con América", prometió numerosas reformas, pero poco se llevó a cabo más allá del final de los principales programas de asistencia social del New Deal. Un movimiento nacional para imponer límites a los mandatos no logró alcanzar Congreso (debido a que el Tribunal Supremo dictaminó que era necesaria una enmienda constitucional), pero lo hizo transformar la política en algunos estados, especialmente California. El tiempo indicado se ha producido una crisis de identidad en EE. UU. conservadurismo creciente desde el final de la Guerra Fría y la Presidencia de Ronald Reagan. Los partidarios del liberalismo clásico-moderno distintos de liberalismo tienden a identificarse como "conservadores", y en el siglo 21, el liberalismo clásico sigue siendo una fuerza importante dentro del Partido Republicano y el movimiento conservador más grande.

### George W. Bush
La elección de George W. Bush en 2000 trajo una nueva generación de los conservadores al poder en Washington. Bush redujo los impuestos en un plan de 10 años que fue renovado a finales de 2010, a raíz de gran debate. Bush forjó una coalición bipartidista para aprobar el programa "Que Ningún Niño Se Quede Atrás", que por primera vez impuso normas nacionales en las escuelas públicas. Los ataques terroristas de septiembre de 2001 dieron lugar a compromiso estadounidense con la guerra contra el terrorismo, invasiones de Afganistán en 2001 e Irak en el 2003.
Bush obtuvo el apoyo sólido de los republicanos en el Congreso y de los votantes conservadores en su campaña de reelección de 2004. Las encuestas de salida en 2004 mostró que el 34% de los votantes se identificaron como "conservadores" y votó 84% para Bush. Por el contrario, el 21% se identificó como "liberales", de los cuales el 13% votó por Bush; 45% eran "moderados" y votó 45% para Bush. Casi el mismo modelo había aparecido en las encuestas de salida 2000. [1] La salida de las encuestas muestran que Bush obtuvo el 57% del voto rural, el 52% de los votos de cercanías y el 45% del voto urbano.
Cuando el sistema financiero rayaba el colapso total en 2008, Bush presionó a través de grandes paquetes de rescate escala para los bancos y compañías de automóviles que incluso algunos conservadores en el Congreso no apoyó. Algunos conservadores notables, entre ellos Richard A. Viguerie y William F. Buckley, Jr., han dicho que Bush no era un "verdadero" conservador.

### 2008–10
La contienda republicana por la nominación en 2008 era un país libre para todos, con el senador John McCain, el ganador, frente a Barack Obama. McCain eligió a la gobernadora de Alaska Sarah Palin como su compañera de fórmula, y aunque fue recibida por el establecimiento del GOP con escepticismo inicial, se electrificó muchos conservadores y se convirtió en una fuerza importante de la derecha política.
Después de la elección de Obama como presidente, los republicanos en el Congreso se unificaron en la oposición casi total a los programas y las políticas de Obama y la mayoría demócrata. Ellos intentaron sin éxito detener un programa de $ 814 billón de estímulo del gasto, las nuevas regulaciones sobre las empresas de inversión, y un programa para requerir un seguro de salud para todos los estadounidenses. Lo hicieron mantener el comercio de emisiones de venir a un voto, y el voto de seguir trabajando para convencer a los estadounidenses de que la quema de combustibles fósiles no causa el calentamiento global. El lento crecimiento de la economía en los dos primeros años de la administración de Obama llevó a los republicanos a llamar para una vuelta a los recortes de impuestos y la desregulación de las empresas, que se perciben como la mejor manera de resolver la crisis financiera. El índice de aprobación de Obama ha disminuido constantemente en su primer año en el cargo antes de estabilizarse en alrededor de 50-50. Su pérdida de popularidad dio lugar a un deslizamiento de tierra del GOP en las elecciones intermedias de 2010.
En política exterior, algunos conservadores, especialmente los neoconservadores y los que están en el círculo de National Review, apoyaron la política de un aumento en Afganistán de Obama, los ataques aéreos de apoyo a los insurgentes en Libia, y la guerra contra el terrorismo, especialmente después de que ordenó la muerte de Osama bin Laden en Abbottabad, Pakistán en mayo de 2011. La cuestión en 2012 era la eficacia de la diplomacia y las sanciones para detener a Irán en su empeño de construir armas nucleares.

### Partido del Té

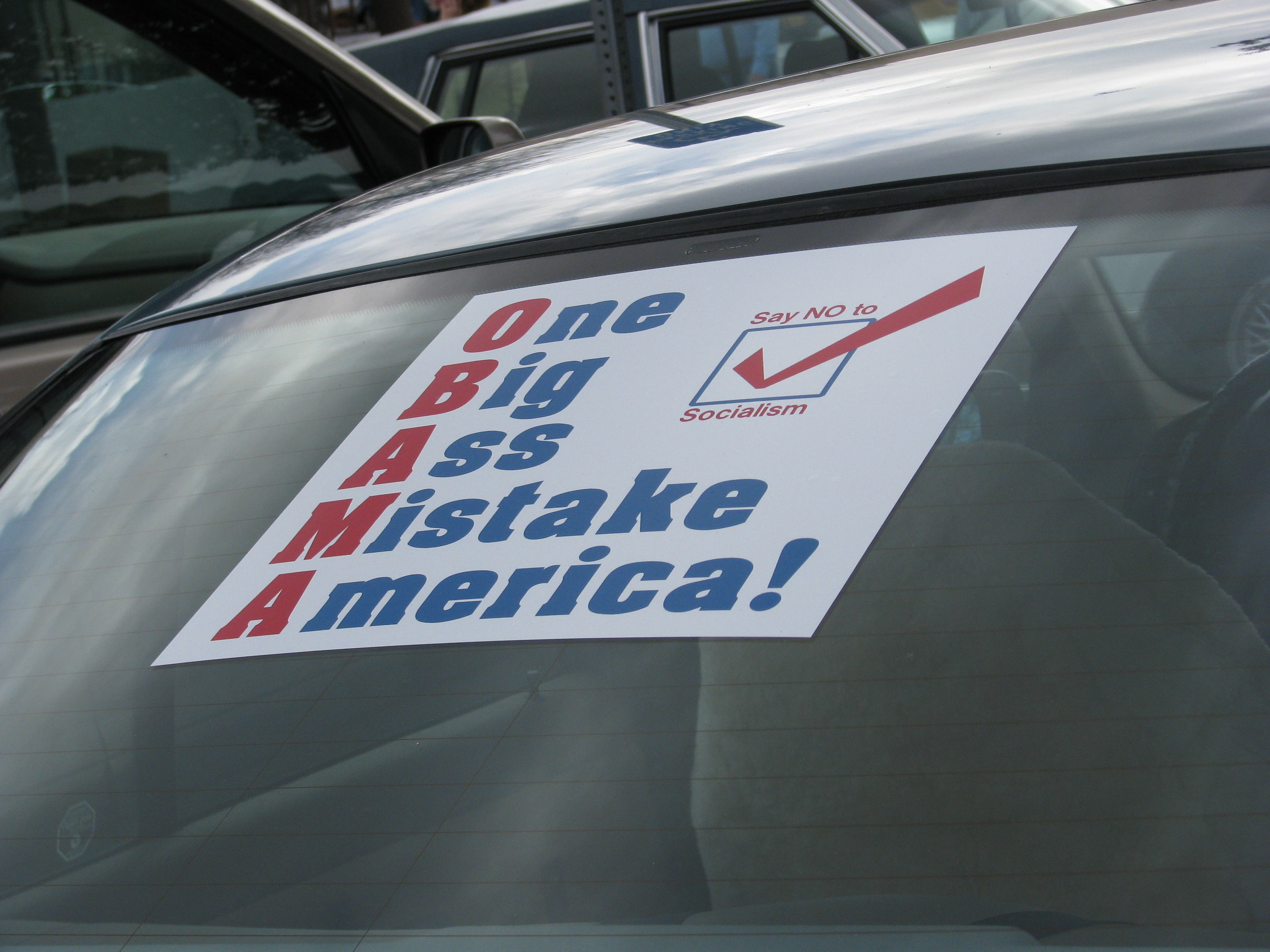
Tea Party

Un nuevo elemento de conservadurismo, es el movimiento del Tea Party, nacido a principios de 2009, un movimiento de bases populista que comprende más de 600 unidades locales enojadas con el gobierno federal y los dos grandes partidos. Muchas de las unidades han promovido el activismo y las protestas. El propósito declarado del movimiento ha sido detener lo que considera los gastos innecesarios del gobierno, los impuestos excesivos, y el estrangulamiento de la economía a través de la burocracia reguladora. El Tea Party atrajo la atención de la opinión pública nacional, cuando se impuso el candidato republicano Scott Brown, consiguiendo la victoria en una elección para el Senado de los Estados Unidos, consiguiendo un escaño representando al Estado de Massachusetts, ganando un escaño que había estado en poder de la Familia Kennedy durante casi 60 años. En 2010, los candidatos del Tea Party molestos con el establishment republicano, participaron en varias primarias, como en: Alaska, Colorado, Delaware, Florida, Nevada, Nueva York, Carolina del Sur y Utah, dando un nuevo impulso a la causa conservadora en las elecciones de 2010, contando para ello con el impulso y la visibilidad mediática de la ex-governadora Sarah Palin. Rasmussen y Schoen (2010) concluyen que: "Palin es la lideresa simbólica del movimiento y ha ayudado a darle forma." En las elecciones de otoño de 2010, The New York Times identificó a 129 candidatos a la Cámara de Representantes que contaban con un apoyo importante por parte del partido del té, así como 9 candidatos para el Senado, todos ellos republicanos, al parecer, el Tea Party no ha sido especialmente activo entre los candidatos demócratas.
El partido del té es un conglomerado de conservadores con diversos puntos de vista, incluyendo a los libertarios y los conservadores sociales. La mayoría de partidarios del partido del té, se describían a sí mismos como enojados con el gobierno. Una encuesta encontró que los partidarios del Tea Party en particular, se distinguen de las actitudes republicanos generales sobre cuestiones sociales como el matrimonio entre personas del mismo sexo, el aborto y la inmigración irregular, así como el calentamiento global. Sin embargo, la discusión sobre el aborto y los homosexuales también ha sido minimizado por el liderazgo del partido del té. En el período previo a las elecciones de 2010, la mayoría de los candidatos del Tea Party se han centrado en el gasto federal y el déficit fiscal, y han prestado poca atención a la política exterior.
Tomando nota de la falta de una organización central o de un portavoz explícito, Mateo Continetti de The Weekly Standard dijo: "No hay un solo Tea Party, El nombre es un paraguas que abarca muchos grupos diferentes, bajo este paraguas encontrará a muchos; partidarios del senador Ron Paul, Americans for Prosperity, religiosos conservadores, candidatos independientes, y ciudadanos que nunca antes habían estado activos en política, ciertamente, el paraguas es gigantesco."
Los editores de la encuesta Gallup, señalaron en 2010: "Los conservadores, además de ser más entusiastas que los liberales acerca de la votación en las elecciones de este año, tienen una ventaja relativa, y su entusiasmo es mucho mayor del que hemos visto en el pasado reciente."

### Academia

#### Admisión a la academia
Los puntos de vista liberales y de izquierda han dominado las facultades de educación superior desde la década de 1970, de acuerdo con muchos estudios, mientras que los conservadores están mejor representados en los grupos de reflexión orientados a las políticas. Los datos de una encuesta realizada en 2004 indicó que el 72% de los profesores de tiempo completo se identifican como liberales, mientras 9-18% se identifican como conservadores. Conservador autoidentificación es mayor en las universidades de dos años que otras categorías de educación superior, pero ha ido disminuyendo en general. En ciencias naturales, ingeniería y negocios eran menos liberales que los de las ciencias sociales y humanas. Un estudio de 2005 encontró que los puntos de vista liberales habían aumentado en comparación con los estudios más antiguos. 15% en la encuesta se describieron como de centro-derecha. Mientras que las humanidades y las ciencias sociales siguen siendo la inclinación más a la izquierda, el 67% de los de otros campos combinados se describieron como de centro-izquierda en el espectro. En los negocios y la ingeniería, los liberales superan en número a los conservadores por una proporción de 2: 1. El estudio también encontró que las mujeres, la práctica de los cristianos, y los republicanos enseñó en las escuelas inferiores clasificados de lo que cabría esperar de logros profesionales objetivamente medidos. Un estudio realizado por psicólogos Yoel Inbar y Joris Lammers, de los Países Bajos 'Universidad de Tilburg, publicado en septiembre de 2012 en la revista Perspectives on Psychological Science, encontró que, en la psicología social y de la personalidad, aproximadamente un tercio de los encuestados dicen que tendrían en una pequeña extensión favorecer un punto de vista liberal sobre un punto de vista conservador. Una encuesta de 2007 encontró que el 58% de los estadounidenses cree que el sesgo político profesores universitarios era un "problema grave". Esto varía dependiendo de las opiniones políticas de los encuestados. 91% de los adultos "muy conservadores", coincidió en comparación con sólo el 3% de los liberales. Ese mismo año un documental, Adoctrine, fue puesto en libertad, que se centra en la presunción de parcialidad en el mundo académico
Por otra parte, el crítico liberal Paul Krugman escribió en el New York Times que este fenómeno se debe más a una elección personal de algún tipo de discriminación o conspiración, y señaló que, por ejemplo, las vocaciones, como oficiales militares son mucho más propensos a ser llenados por los conservadores, en lugar de los liberales.  Además, dos estudios publicados en la revista de la Asociación Americana de Ciencia política han sugerido que la línea política de los estudiantes universitarios profesores tienen poca influencia o "adoctrinamiento" en términos de estudiantes creencia política.

#### Relativismo vs Verdades Universales
El posmodernismo es un enfoque común en las ciencias humanas que preocupa en gran medida a los intelectuales conservadores. La cuestión es el relativismo frente a verdades absolutas. Grigsby dice: las "perspectivas posmodernas sostienen que cualquier ideología que plantea declaraciones absolutas como verdades atemporales deben ser vistas con profundo escepticismo." Kellner dice, "el discurso postmoderno frecuencia argumentó que todos los discursos y los valores se construyen socialmente y cargado de intereses y sesgos. Contra el relativismo posmoderno y liberales, conservadores culturales han argumentado a favor de los valores de verdad universal y normas absolutas del bien y el mal."
La historiadora conservadora Gertrude Himmelfarb ha rechazado enérgicamente los enfoques académicos del posmodernismo:
[Posmodernismo en la historia] es una negación de la objetividad del historiador, de la objetividad o la realidad del pasado, y por lo tanto de la posibilidad de llegar a ninguna verdad sobre el pasado. Para todas las disciplinas que induce un escepticismo radical, el relativismo y el subjetivismo que no niega tal o cual verdad sobre cualquier tema, pero la idea misma de la verdad - que niega incluso el ideal de la verdad, la verdad es algo deseable aunque nunca puede ser alcanzado plenamente.
Aquí es un resumen representativo de los estudios literarios posmodernos de la clase que antagonizan los conservadores:
[En] el periodo posmoderno. La literatura tradicional se ha encontrado para haber sido escrito por "hombres blancos muertos" para servir a los objetivos ideológicos de una hegemonía anglo conservadora y represiva .... En una serie de reacciones en contra de la raza, el género y los sesgos de clase encontrado para ser tejida en la tradición de Anglo encendido, escritores multiculturales y teóricos de la literatura políticos han tratado de exponer, resistir y reparar las injusticias y prejuicios. Estos prejuicios son a menudo encubierta - encubierta en la literatura y otros discursos como ideales positivos y verdades objetivas - sino que se inclinan nuestro sentido de la realidad a favor de poder y privilegio.
Los intelectuales conservadores han defendido un "alto modernismo conservadora" que insiste en que existen verdades universales, y se han opuesto a los enfoques que niegan la existencia de verdades universales. Muchos argumentaron que la "ley natural" era el depósito de las verdades eternas. Allan Bloom, en su clausura una gran influencia de la mente americana: ¿Cómo Educación Superior ha fallado la Democracia y empobrecida las almas de los estudiantes de hoy (1987) argumenta que los resultados de la degradación moral de la ignorancia de los grandes clásicos que dieron forma a la cultura occidental. Su libro fue ampliamente citado por intelectuales conservadores para su argumento de que los clásicos contenían verdades universales y valores intemporales que estaban siendo ignorados por relativista culturales.

## Tipos
En los Estados Unidos hoy en día, la palabra "conservador" se utiliza a menudo muy diferente a la forma en que se utiliza en Europa y Asia. Los estadounidenses después de 1776 rechazaron los ideales fundamentales del conservadurismo europeo, que se basaba en la aristocracia de la tierra, la iglesia establecida, y un poderoso ejército, Barry Goldwater en la década de 1960, habló sobre un conservadurismo de libre empresa. Jerry Falwell en la década de 1980, predicó los valores sociales y morales religiosas tradicionales. Fue todo un desafío para Reagan formar con estos grupos una coalición elegible.
 En los Estados Unidos, en el siglo XXI, estos son algunos de los grupos que se hacen llamar conservadores, entre ellos cabe mencionar:
- Conservadurismo Tradicional: Es la oposición a los cambios rápidos en las instituciones gubernamentales y en la sociedad. Este tipo de conservadurismo es antiideológico en tanto que enfatiza los medios (cambiar lentamente) más extremos (en cualquier forma particular de gobierno). Para los tradicionalistas, si se llega a un gobierno de izquierda o derecha es menos importante que si el cambio se efectúa a través de un estado de derecho en lugar de a través de una revolución y una utopía.[246]

- Conservadurismo Cristiano: Los conservadores cristianos son los principales interesados en los valores familiares. Sus posiciones típicas incluyen la opinión de que los Estados Unidos fue fundado como una nación cristiana, que el aborto es malo, que no debe haber oración en las escuelas estatales, que el diseño inteligente y el creacionismo deberían enseñarse en las escuelas junto con la evolución, y que el matrimonio debe ser definido como la unión entre un hombre y una mujer, y no entre dos personas del mismo sexo. Muchos atacan la promiscuidad y la homosexualidad en los medios de comunicación y en las películas.[247]

- Conservadurismo de gobierno limitado: Los conservadores del gobierno limitado buscan reducir el poder del gobierno federal. Defienden el ideal de la democracia jeffersoniana, y comparten con ella el recelo y la sospecha ante un gobierno federal excesivamente poderoso.[248]

- Neoconservadurismo: Es una forma moderna de conservadurismo que es compatible con una política exterior intervencionista más asertiva, destinada a promover la democracia en el extranjero. Es tolerante con un gobierno activo en casa, pero se centra principalmente en los asuntos internacionales. El neoconservadurismo fue descrito por primera vez por un grupo de liberales descontentos, Irving Kristol es generalmente reconocido como su progenitor intelectual, el se define como "un neoconservador y un liberal que fue golpeado por la realidad." Aunque en un principio fue considerado como un enfoque de la política interna (el instrumento fundacional del movimiento, la publicación periódica de interés público de Kristol, ni siquiera cubre los asuntos exteriores), a través de la influencia de figuras como Dick Cheney, Robert Kagan, Richard Perle, Kenneth Adelman, y (el hijo de Irving) Bill Kristol, se ha convertido en el más famoso por su asociación con la política exterior de la administración de George W. Bush en Oriente Medio, que utiliza al ejército de USA para promover la democracia.[249]

- Paleoconservadurismo: En parte fue un renacimiento de la vieja derecha, que surge en la década de 1980 como reacción al neoconservadurismo. Este hace hincapié en la tradición, especialmente la cristiana y la importancia de la familia tradicional para la sociedad. Algunos paleoconservadores, como por ejemplo Samuel P. Huntington, argumentan que los estados multirraciales, multiétnicos e igualitarios son inherentemente inestables. Los paleoconservadores son generalmente aislacionistas y sospechan de la influencia extranjera. La publicación The American Conservative, se considera generalmente una revista paleoconservadora.[250]

- Conservadurismo libertario: Es una fusión del conservadurismo con el libertarismo, el cual hace hincapié en una interpretación estricta de la Constitución, en particular en lo referente a la relación de los ciudadanos con el poder central federal. El conservadurismo libertario está constituido por una amplia, y a veces conflictiva coalición, que incluye a los moderados sociales más favorables a las empresas, los que favorecen una aplicación más rígida de los derechos estatales, los activistas y defensores de la libertad individual, y muchos de los que anteponen su ideología liberal social por delante de sus creencias fiscales. Este modo de pensar tiende a abrazar la economía del laissez-faire y mantiene una visión crítica del gobierno federal. Los conservadores libertarios ponen énfasis en la libertad personal, lo cual a menudo les lleva a tener posiciones sociales contrarias a las de los conservadores sociales, especialmente en temas tales como la marihuana, el aborto y la homosexualidad. El político Ron Paul y su hijo Rand Paul han sido candidatos republicanos libertarios en varias elecciones presidenciales.[251]

### Conservadurismo social y la tradición

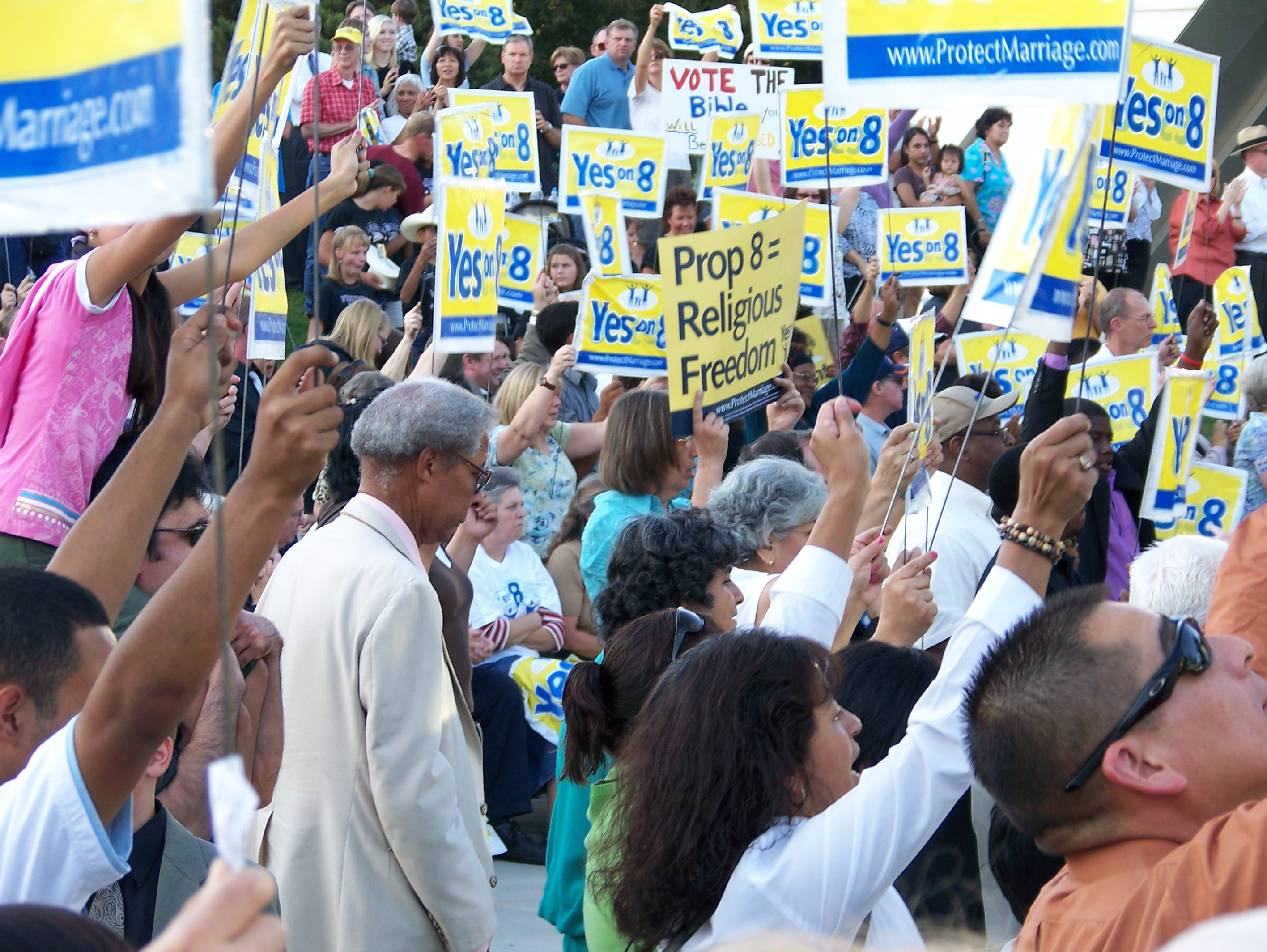
YES en el rally 8 de Fresno, California.

El conservadurismo social en los Estados Unidos es la defensa de las normas sociales tradicionales y los valores judeocristianos. Los conservadores sociales tienden a identificarse fuertemente con el nacionalismo y el patriotismo estadounidense. A menudo denuncian a manifestantes contra la guerra y apoyan a la policía y a los militares. Ellos sostienen que las instituciones militares encarnan valores fundamentales tales como el honor, el deber, el valor, la lealtad, y una voluntad por parte de la persona para hacer sacrificios por el bien del país. Richard Hofstadter en 1966, dijo que la oposición al conservadurismo ha sido común entre los intelectuales desde 1890. En la década de 1920, los fundamentalistas religiosos, incluyendo William Bell Riley y William Jennings Bryan (un demócrata liberal) dirigió un ataque contra la creencia en la evolución y en especial su enseñanza en las escuelas, un conflicto que ha continuado hasta nuestros días. En la década de 1970, se crearon varios grupos de conservadores sociales y se hizo popular el diseño inteligente, que desde entonces se ha convertido en el foco principal de los esfuerzos para socavar la teoría de la evolución de Charles Darwin, por parte de los conservadores sociales, estas creencias son más fuertes en el Sur de Estados Unidos, y en los últimos años el conservadurismo social jugó un papel importante en las coaliciones políticas de Ronald Reagan, George W. Bush y Sarah Palin.

### Conservadurismo fiscal y liberalismo económico
El conservadurismo fiscal es una política económica que aboga por la restricción de los impuestos gubernamentales y los gastos. Los conservadores fiscales desde el siglo XIX han argumentado que la deuda es un dispositivo fruto de una política corrupta; argumentan que los grandes gastos arruinan la moral de las personas, y que la deuda nacional crea una clase peligrosa de especuladores. La estrategia política empleada por los conservadores fiscales, para lograr un gobierno más pequeño, se conoce como: "Hacer morir de hambre a la bestia". El activista Grover Norquist, es un autor bien conocido de la estrategia, y ha dicho públicamente: "Mi objetivo es reducir a la mitad el gobierno en veinticinco años, para conseguirlo hasta el tamaño en el que podemos ahogarlo en la bañera." El argumento a favor de los presupuestos equilibrados está basado en la creencia en que los programas de asistencia social del gobierno deben ser limitados estrictamente, y que las tasas de impuestos se deben mantener muy bajas, lo que implica mantener unas instituciones gubernamentales relativamente pequeñas. Esta creencia en un gobierno pequeño se combina con el conservadurismo fiscal para producir un liberalismo económico más amplio, que desea reducir al mínimo la intervención del gobierno en la economía, o implementar políticas neoliberales. Este liberalismo económico toma diversos conceptos prestados de dos escuelas distintas de pensamiento: El pragmatismo del liberalismo clásico, y el concepto de derechos del libertarismo. El liberal clásico sostiene que los mercados libres funcionan mejor, mientras que el libertario sostiene que los mercados libres son los únicos mercados éticos. La filosofía económica de los conservadores en los Estados Unidos tiende a ser que más liberalismo permite una mayor libertad económica. El liberalismo económico puede ir desde la postura del conservadurismo fiscal en lo referente a la responsabilidad fiscal, a la creencia o principio de que no es prudente que los gobiernos intervengan en los mercados. Está también a veces, se extiende a una filosofía más amplia relativa a un "gobierno pequeño". El liberalismo económico se asocia con el libre mercado o la economía del laissez-faire (dejar hacer). El liberalismo económico, en la medida en que es ideológico, debe su creación a la tradición del liberalismo clásico, gracias a autores como Adam Smith, Friedrich Hayek, Milton Friedman y Ludwig von Mises.
Los liberales clásicos y los libertarios apoyan el libre mercado por razones morales e ideológicas: Los principios de la libertad individual dictan moralmente el apoyo a los mercados libres. Los partidarios de las razones morales para los mercados libres incluyen a la escritora objetivista Ayn Rand y al economista Ludwig von Mises. La tradición liberal, mantiene una sana sospecha de la autoridad gubernamental y prefiere la libre elección individual, y tiende a ver a la economía capitalista como un medio preferible para la consecución de sus fines económicos. Los conservadores modernos, por el contrario, derivan su apoyo a los mercados libres por razones prácticas. Los mercados libres en su opinión, son los mercados más productivos. Así, el conservador moderno apoya a los mercados libres no por necesidad, sino por conveniencia. El soporte no es moral o ideológico, sino que está basado en la idea de que aquello que funciona mejor es lo correcto. Otra razón por la cual los conservadores apoyan una reducción del papel del Estado en la economía es la creencia en la importancia de la sociedad civil. Como ha sido señalado por Alexis de Tocqueville, existe la creencia de que un mayor papel del gobierno en la economía hará que la gente se siente menos responsable de la sociedad, deberán estas responsabilidades ser asumidas por el gobierno, lo que requiere la recaudación de mayores impuestos. En su libro "La democracia en América", Tocqueville describe esto como: "La opresión suave."
Ronald Reagan dio un discurso televisado desde el despacho oval, delineando su plan para la reducción de impuestos en julio de 1981 (extracto)
Mientras que los liberales clásicos y conservadores modernos llegaron a los mercados libres a través de diferentes medios, históricamente, en los últimos años las líneas se han borrado. Es raro que un reclamo político que los mercados libres son "simplemente más productivo" o "simplemente lo que hay que hacer", sino una combinación de ambos. Esta confusión es en gran medida un producto de la fusión de las posiciones conservadoras y liberales modernos clásicos bajo el "paraguas" del movimiento conservador.
Los de libre mercado administraciones conservadoras arquetípicas de la tarde en el siglo gobierno de Margaret Thatcher en Gran Bretaña y 20 de la administración de Ronald Reagan en los EE. UU. -tanto a cabo la operación sin restricciones del mercado siendo la piedra angular del conservadurismo moderno y contemporáneo.

## Políticas electorales
En los Estados Unidos, el Partido Republicano ha sido el partido del conservadurismo desde la década de 1890, aunque había un ala liberal del Este fuerte. Desde 1964, los conservadores tomaron en gran medida de control. Mientras tanto, el ala conservadora del partido democrático, basado en el sur y una fuerte oposición a los derechos civiles, se debilitaba. La realineación más dramático tuvo lugar en el blanco del Sur, que pasó de 3-1 a 3-1 Democrática Republicana entre 1960 y 2000.
Además, algunos defensores de las libertades americanas, en el Partido Libertario e incluso algunos en el Partido Republicano, ven a sí mismos como conservadores, a pesar de que abogan por cambios fines económicos y sociales significativos ejemplo, desmantelar aún más el sistema de bienestar social o la liberalización de las políticas de drogas. Ellos ven estos como las políticas conservadoras porque se ajustan al espíritu de la libertad individual que ellos consideran que es un valor tradicional de América. Sin embargo, muchos libertarios grupos de reflexión, como el Instituto Cato, y los intelectuales libertarios como David Boaz describen Libertarianismo como "socialmente liberal y conservador fiscal." El excongresista de Texas Ron Paul es uno de los republicanos más bien señaladas, con una filosofía de tendencia libertaria. La adhesión a un retorno a una interpretación más estricta de la Constitución, una auditoría del Sistema de la Reserva Federal y el fin de América Intervencionismo en otras partes del mundo, Paul ganó un público fiel entre los libertarios, conservadores desplazados en el Partido Republicano y también hizo incursiones con algunos demócratas durante dos intentos fallidos intentos de obtener la nominación presidencial republicana en 2008 y 2012. Paul, un obstetra de profesión, también funcionó como el candidato del Partido Libertario 1988 Presidencial.
En el otro extremo de la escala, algunos estadounidenses ven a sí mismos como conservadores que, sin ser partidarios de políticas de libre mercado. Estas personas generalmente apoyan las políticas comerciales proteccionistas y la intervención gubernamental en el mercado para preservar empleos en Estados Unidos. Muchos de estos conservadores comenzaron desde una perspectiva de libre mercado hasta que se dieron cuenta de que China, sobre todo, se beneficia de este sistema a expensas de los estadounidenses. Sin embargo, a pesar de su apoyo para el proteccionismo, todavía tienden a favorecer a otros elementos de la filosofía de libre mercado, como los impuestos bajos, el gobierno limitado y presupuestos equilibrados.

### Geografía

Porcentaje de los que se identifican a sí mismo, de acuerdo a Gallup, agosto de 2010. Los estados más oscuros tienen más conservadores

El Sur, las Grandes Llanuras, los estados de las Montañas Rocosas y Alaska son generalmente bastiones conservadores. El noreste, los Grandes Lagos, y la costa oeste son las principales fortalezas liberales. Los conservadores son más fuertes en América rural y, en menor medida, en los suburbios exurbs vs. Los votantes en los núcleos urbanos de las grandes áreas metropolitanas tienden a ser más liberal y democrático. Por lo tanto, dentro de cada estado, hay una división entre lo urbano, suburbano, exurbano, y las zonas rurales.  En las últimas décadas, la geografía electoral ha ayudado a dar el control a los republicanos de la Cámara de Representantes y los demócratas una ventaja decisiva en el electoral Colegio que elige al presidente.

## Otros temas

### Principios del conservadurismo de Kirk
Russell Kirk desarrollado seis "cánones" del conservadurismo, que Gerald J. Russello describe como sigue:
1. Una creencia en un orden trascendente, que Kirk descrito como basado en la tradición, la revelación divina, o la ley natural;
2. Un afecto por la "variedad y misterio" de la existencia humana;
3. La convicción de que la sociedad requiere órdenes y clases que hacen hincapié en las diferencias "naturales";
4. La creencia de que la propiedad y la libertad están estrechamente relacionados;
5. Una fe en costumbre, convención, y la prescripción, y
6. El reconocimiento de que la innovación debe estar ligada a las tradiciones y costumbres existentes, lo que implica un respeto por el valor político de la prudencia.[262]

Kirk dijo que el cristianismo y la civilización occidental son "inimaginable distanciados uno del otro" y que "toda la cultura surge de la religión. Cuando la fe religiosa se desintegra, la cultura debe declinar, aunque a menudo pareciendo a florecer por un espacio después de la religión que ha nutrido que se ha hundido en la incredulidad."
En trabajos posteriores, Kirk ampliar esta lista en sus "Diez Principios del conservadurismo" son los siguientes: 
1. En primer lugar, el conservador cree que existe un orden moral perdurable.
2. En segundo lugar, el conservador se adhiere a la costumbre, convención, y la continuidad.
3. En tercer lugar, los conservadores creen en lo que puede llamarse el principio de la prescripción. En cuarto lugar, los conservadores se guían por su principio de prudencia.  En quinto lugar, los conservadores prestan atención al principio de la variedad.  En sexto lugar, los conservadores son castigados por su principio de imperfectibilidad.  En séptimo lugar, los conservadores están convencidos de que la libertad y la propiedad están estrechamente vinculados.  En octavo lugar, los conservadores defienden comunitario voluntario, bastante ya que se oponen colectivismo involuntaria.  En noveno lugar, la conservadora percibe la necesidad de restricciones prudentes sobre el poder y sobre las pasiones humanas.  En décimo lugar, el pensamiento conservador entiende que la permanencia y el cambio deben ser reconocidos y reconciliados en una sociedad vigorosa.

### Tribunales
Una corriente de conservadurismo ejemplificado por William Howard Taft ensalza jueces independientes como expertos en la equidad y los árbitros finales de la Constitución. En 1910 Theodore Roosevelt rompió con la mayoría de sus amigos abogados y pidió votos populares que podrían revocar decisiones de no deseados por los tribunales estatales. Taft denunció a su viejo amigo y reunió a los conservadores para derrotarlo por la nominación del GOP 1912. Taft y los republicanos conservadores controlan el Tribunal Supremo hasta finales de la década de 1930
.
El presidente Franklin D. Roosevelt, un liberal demócrata, no atacó directamente el Tribunal Supremo en 1937, pero provocó una tormenta de protestas por una propuesta de añadir siete nuevos jueces. Demócratas conservadores rompieron inmediatamente con FDR, derrotó a su propuesta y plan amplio, la coalición conservadora. Mientras que los liberales hicieron cargo de la Corte a través de los reemplazos, perdieron el control del Congreso. Es decir, la Corte ya no derrocó leyes liberales aprobadas por el Congreso, pero había muy pocas de estas leyes que aprobaron en 1937-1960.
Una variante reciente del conservadurismo condena "activismo judicial"; es decir, los jueces mediante sus decisiones para controlar la política, a lo largo de las líneas de la Corte Warren en la década de 1960. Que fue atacada conservador para las decisiones relativas a la redistribución de distritos, la segregación, y los derechos de los acusados de crímenes. Esta posición se remonta a los ataques vehementes de Jefferson a los jueces federales y hasta ataques de Abraham Lincoln en la decisión Dred Scott de 1857.

#### Originalismo
Una variante más reciente que surge en la década de 1970 es "originalismo", la afirmación de que la Constitución de los Estados Unidos debe ser interpretada en la medida de lo posible, a la luz de lo que significaba cuando fue adoptada. Originalismo no debe confundirse con una ideología conservadora similares, construccionismo estricto, que trata de la interpretación de la Constitución tal como está escrita, pero no necesariamente en el contexto de la época en que se adoptó. En los tiempos modernos, originalismo ha sido defendida por la Corte Suprema Antonin Scalia, el exjuez federal Robert Bork y otros juristas conservadores
.

### Ambientalismo
En el pasado, los conservadores han apoyado los esfuerzos de conservación, de la protección del valle de Yosemite, a la creación de la Agencia de Protección Ambiental Sin embargo, el ecologismo, más recientemente, los conservadores se han opuesto neo.; con los ambientalistas en ridículo a menudo como "amantes de los árboles". Los líderes del Partido Republicano como Newt Gingrich y Michele Bachmann abogan por la abolición de la EPA, que calificó de "la organización de trabajo-matanza de América."
Los grupos de expertos conservadores desde la década de 1990 se han opuesto al concepto de calentamiento global; desafiaron la evidencia científica, se publicita lo que percibían como los aspectos beneficiosos del calentamiento global, y manifestaron sus fuertes creencias que proponían remedios haría más daño que bien. El concepto de calentamiento global antropogénico sigue siendo un debate en curso entre los conservadores en los Estados Unidos, pero la mayoría rechazan el consenso científico de que el cambio climático es causado por los seres humanos; 73% de los republicanos cree que los seres humanos estaban involucrados en causar el calentamiento global, según una encuesta de 2015 por el Pew de Investigación.

### Semántica, lenguajes a medias.

#### Vocabulary

##### Socialism
Dado que los conservadores finales de siglo XIX utilizan el término "socialismo" (o "progresiva socialismo") como un epíteto para atacar el gasto liberal en programas sociales y expansiones reguladoras que aumentan el papel y el poder del gobierno federal en la vida diaria, en mayores niveles de impuestos tarifas, aumentan la dependencia de gobierno o disminuyen la libertad personal. En este sentido no se limita estrictamente a la propiedad del gobierno formal de los medios de producción, o los diversos partidos socialistas. Por lo tanto William Allen White atacado candidato presidencial William Jennings Bryan en 1896 advirtiendo que: "La elección sostendrá americanismo o se sembrará socialismo." Barry Goldwater en 1960 llamó a la unidad republicana en contra de John F. Kennedy y el "modelo para el socialismo presentado por los demócratas." [1] Ronald Reagan a menudo citado Norman Thomas, el candidato socialista a la presidencia perenne en la era del New Deal, como diciendo, "el pueblo estadounidense nunca votarían a sabiendas por el socialismo, pero que bajo el nombre de liberalismo, que adoptarían todos los fragmentos del programa socialista."
Es 2010 Newt Gingrich definir la ONU USO conservador Común Cuando Se habla de su Libro Nuevo To Save America: Paro de la Máquina socialista secular de Obama (2010):
Obama está comprometido con el socialismo. Es decir socialismo en el sentido amplio. No estoy hablando de una plataforma particular adoptada por el Movimiento Internacional Socialista en el siglo XIX. Estoy hablando de una manera controlada burocráticamente-político-dictada dominada por el gobierno, de la vida.

#### Programas de Radio

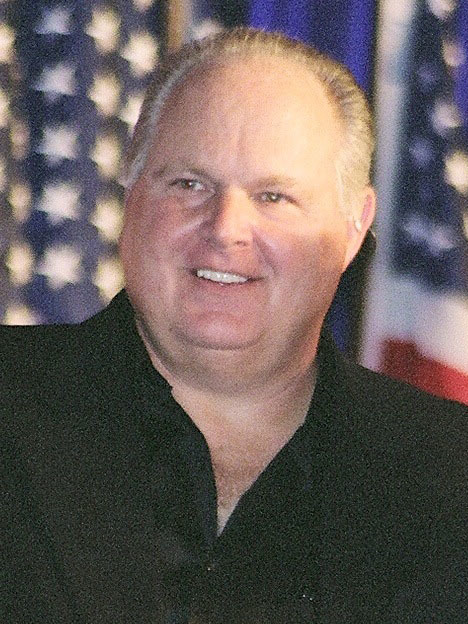
Rush Limbaugh, 2009

Los conservadores ganaron un medio importante las nuevas comunicaciones con el resurgimiento de la radio a finales de 1980. Rush Limbaugh demostró que había una gran audiencia en todo el país para las discusiones específicas y calentadas de los acontecimientos actuales desde un punto de vista conservador. Otros anfitriones principales que se describen como conservadores incluyen: Michael Peroutka, Jim Quinn, Dennis Miller, Ben Ferguson, William Bennett, Andrew Wilkow, Lars Larson, Sean Hannity, Gordon Liddy, Laura Ingraham, Mike Iglesia, Glenn Beck, Mark Levin , Michael Savage, Kim Peterson, Michael Reagan, Jason Lewis, Ken Hamblin, y Herman Caín. [1] Los sindicatos Salem Radio Network, un grupo de activistas republicanos de orientación religiosa, incluyendo católica Hugh Hewitt, y los conservadores judíos Dennis Prager y Michael Medved . Un conservador popular judía, Laura Schlessinger, ofrece consejos a los padres y personal, pero es abiertamente sobre temas sociales y políticos. En 2011, las mayores audiencias semanales para hablar de radio fueron de 15 millones de dólares para Limbaugh y 14 millones de dólares para Hannity, con alrededor de nueve millones cada uno por Glenn Beck, Michael Savage y Mark Levin. El público se superponen, dependiendo del número de cada oyente marca en cada semana.
Fox News dispone anfitriones conservadores como Bill O'Reilly, Sean Hannity, y Mike Huckabee.

El Crítico David Frum ha argumentado que la influencia de la radio conservadora y Fox News ha perjudicado conservadurismo estadounidense, convirtiéndose a partir de "una filosofía política en un segmento de mercado" para el extremismo y la toma de conflicto "de una mala política pero con una buena televisión". Con el respaldo de la industria del libro-publicación conservadora y centros de investigación, programas de radio y Fox News,
Han construido un sistema de conocimiento alternativo conjunto, con sus propios hechos, su propia historia, sus propias leyes de la economía. Fuera de esta realidad alternativa, los Estados Unidos es un país dominado por una fuerte religiosidad cristiana. Dentro de ella, los cristianos son una minoría perseguida. Fuera del sistema, el presidente Obama-cualesquiera que sean sus errores de política-es una figura de imponer el intelecto y la dignidad. Dentro del sistema, que es un penoso nada, incapaz de hablar sin un teleprompter, un falso-acción afirmativa condenada a una derrota inevitable. Fuera del sistema, los científicos sociales se preocupan de que los EE.UU. se está endureciendo en una de las sociedades de clases más rígidas en el mundo occidental, en el que los hijos de los pobres tienen menos posibilidades de escapar que en Francia, Alemania, o incluso Gran Bretaña. En el interior del sistema, los restos de Estados Unidos (para emplear las palabras del senador Marco Rubio) "el único lugar del mundo donde no importa que sus padres eran o de dónde viene".

## Historiografía
Los historiadores en los últimos años han puesto de acuerdo que tienen que replantearse el papel de conservadurismo en la historia reciente de Estados Unidos. [1] Un nuevo enfoque importante rechaza el consenso más antiguo que el liberalismo era el ethos dominante. Los historiadores del trabajo Jefferson Cowie y Nick Salvatore sostienen el New Deal fue una respuesta a corto plazo a la depresión y no marcaron un compromiso permanente de un estado de bienestar, alegando que Estados Unidos siempre ha sido demasiado individualistas y demasiado hostil a los sindicatos a aceptar jamás el liberalismo de cualquier período de tiempo prolongado. Esta nueva interpretación sostiene que el conservadurismo ha dominado en gran medida la política estadounidense desde la década de 1920, con las excepciones breves de la era del New Deal (1933-1936) y la Gran Sociedad (1963-1966). Zelizer, sin embargo, sostiene que "La coherencia de conservadurismo se ha exagerado. El movimiento era tan frágil como la coalición del nuevo contrato que sustituye .... El cambio de política por lo tanto ha resultado ser mucho más difícil que los conservadores esperaban." [1 ] Zelizer hace encontrar cuatro áreas en las que los conservadores se dieron cambios importantes: reducción del número de programas nacionales, la reducción de impuestos, la desregulación y la oposición a los sindicatos. Él concluye: "El hecho es que el liberalismo sobrevivió al ascenso del conservadurismo".

### Excepcionalismo Americano
Los conservadores estadounidenses normalmente promueven la excepcionalidad estadounidense, la idea de que los Estados Unidos es intrínsecamente diferente de otras naciones y tiene el deber de tomar la iniciativa en la difusión de la democracia y el libre mercado en el mundo. Reagan especialmente articula este papel (y muchos liberales también están de acuerdo con ella). [1] [2] Se ven los valores estadounidenses que salen de la revolución americana, convirtiéndose así en lo politólogo Seymour Martin Lipset llama "la primera nueva nación" [3] y el desarrollo de una ideología única de América, "americanismo", basado en la libertad, la igualdad, el individualismo, el republicanismo, la democracia, el capitalismo liberal, y los valores judeocristianos.

## Pensadores y líderes

### Gigantes de Risión

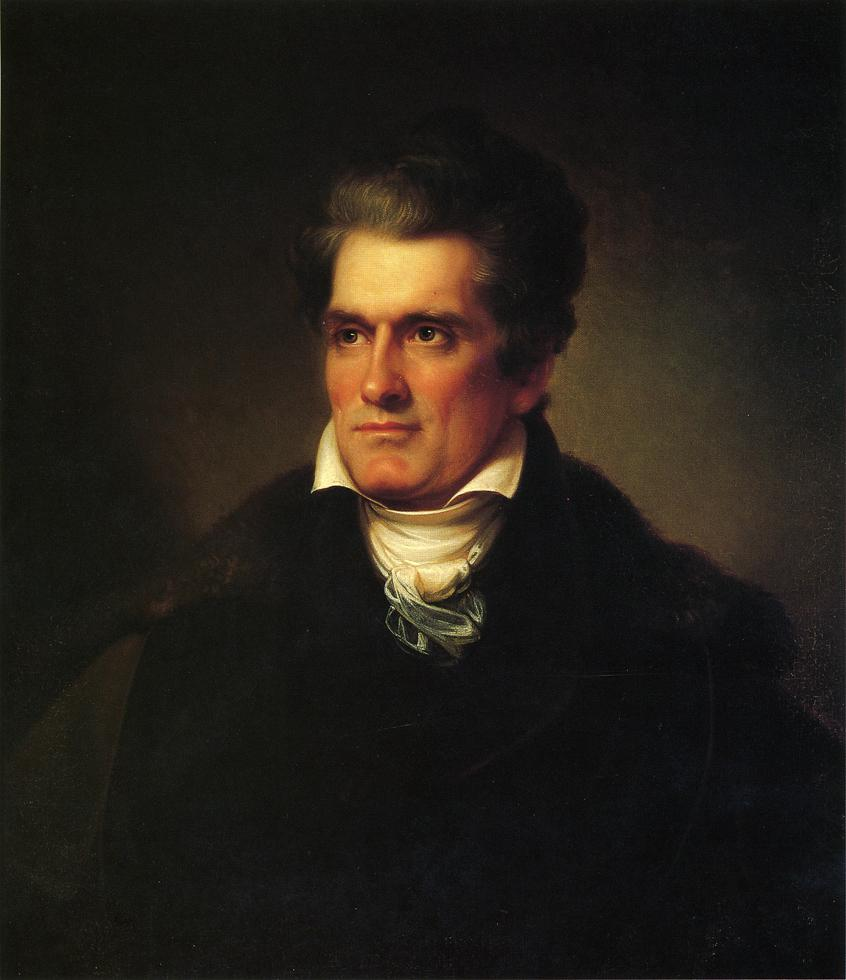
John C. Calhoun

Clinton Rossiter, un experto en la historia política estadounidense, publicó su historia del conservadurismo en América (1956) y también un artículo de resumen de "los gigantes de América del conservadurismo" en American Heritage. Su objetivo era identificar los "grandes hombres que hicieron obras conservadoras, pensó pensamientos conservadores, practicó virtudes conservadoras, y se puso a los principios conservadores." Para Rossiter, el conservadurismo fue definido por la regla de la clase alta. Él escribió, "El derecho de estas décadas de rueda libre es un derecho genuino: fue llevado por los ricos y bien situada, era escéptico de gobierno popular, sino que se opone a todos los partidos, sindicatos, ligas u otros movimientos que buscaban invadir sus posiciones de poder y de lucro, y no era política, social y culturalmente anti-radicales ". Sus "gigantes del conservadurismo estadounidense" fueron: John Adams, Alexander Hamilton, John Marshall, Daniel Webster, John C. Calhoun, Elihu Root, y Theodore Roosevelt. Añadió que Washington y Lincoln trascienden las categorías habituales, pero que los conservadores "pueden argumentar con cierta convicción de que Washington y Lincoln también se pueden agregar a su lista."

### Figuras prominentes y en la organización
| Políticos y secretarios - Secretario del Tesoro Alexander Hamilton (1755 - 1804) - Vicepresidente John C. Calhoun (1782–1850) - Presidente Grover Cleveland (1837–1908) - Presidente William McKinley (1843–1901) - Secretario de Estado Elihu Root (1845–1937) - Senador Henry Cabot Lodge (1850–1924) - Presidente Calvin Coolidge (1872–1933) - Congresista Howard W. Smith (1883–1976) - Senador Arthur H. Vandenberg (1884 - 1951) - Secretario de Estado John Foster Dulles (1888 - 1959) - Senador Robert A. Taft (1889–1953) - Presidente Dwight Eisenhower (1890–1969) - Senador Richard Russell, Jr. (1897–1971) - Senador Strom Thurmond (1902–2003) - Senator Henry Cabot Lodge Jr. (1902–1985) - Embajador Clare Boothe Luce (1903–1987) - Senador Joseph McCarthy (1908–1957) - Senador Barry Goldwater (1909–1998), 1964 candidato presidencial - Presidente Ronald Reagan (1911–2004) - Presidente Richard Nixon (1913–1994) - Senador Jesse Helms (1921–2008) - Líder de mayoría del senado Robert Dole (1923–), 1996 GOP candidato presidencial - Secretario de Estado Henry Kissinger (1923–) - Congresista Henry Hyde (1924–2007) - Embajadaro NU Jeane Kirkpatrick (1926–2006) - Jefe de la Reserva Federal [Alan Greenspan (1926–) - Secretario de Defensa Donald Rumsfeld (1932–) - Senador James Inhofe (1934–) - Congresista Larry McDonald (1935–1983) - Congresista Jack Kemp (1935–2009) - Congresista Ron Paul (1935–) - Senador John McCain (1936–), 2008 GOP candidato presidencial - Líder de Mayoría de las Casas Dick Armey (1940–) - Vicepresidente Dick Cheney (1941–) - Senador Phil Gramm (1942–) - Abogado Generall John Ashcroft (1942–) - Líder de Mayoría del Senado Mitch McConnell (1942–) - Vocero de la casa Newt Gingrich (1943–) - Gobernador Jan Brewer (1944–) - Presidente George W. Bush (1946–) - Gobernador Mitt Romney (1947–), 2012 GOP candidato presidencial - Líder de Mayoría de las casas Tom DeLay (1947–) - Embajador NU John R. Bolton (1948–) - Vocero de la casa John Boehner (1949–) - Gobernador Rick Perry (1950–) - Senador Jim DeMint (1951–) - Gobernador John Kasich (1952-) - Gobernador Jeb Bush (1953-) - Secretario de Estado Condoleezza Rice (1954–) - Senador Lindsey Graham (1955–) - Gobernador Mike Huckabee (1955–) - Congresista Michele Bachmann (1956–) - Senador Rick Santorum (1958–) - Congresista Allen West (político)\|Allen West (1961–) - Gobernador Chris Christie (1962–) - Senador Rand Paul (1963–) - Gobernador Sarah Palin (1964–) - Gobernador Scott Walker (político)\|Scott Walker (1967–) - Vocero de la casa Paul Ryan (1970–) - Senador Ted Cruz (1970–) - Senador Marco Rubio (1971–) - Senador Mike Lee (E.U político)\|Mike Lee (1971–) Intelectuales, escritores y activistas - William Graham Sumner (1840–1910) - Irving Babbitt (1865 - 1933) - Albert Jay Nock (1873–1945) - Ludwig von Mises (1881 - 1973) - John T. Flynn (1882–1964) - F. A. Hayek (1899–1992) - Leo Strauss (1899–1973) - Robert W. Welch (1900–1985) - Fred Koch (1900-1967) - Whittaker Chambers (1901–1961) - Ayn Rand (1905–1982) - Willmoore Kendall (1909–1968) - Frank Meyer (political philosopher)\|Frank Meyer (1909 - 1972) - Richard M. Weaver (1910–1963) - George J. Stigler (1911–1991) - Milton Friedman (1912–2006) - Robert A. Nisbet (1913–1996) - Russell Kirk (1918–1994) - Irving Kristol (1920–2009) - Phyllis Schlafly (1924–) - William F. Buckley, Jr. (1925–2008) - Samuel P. Huntington (1927–2008) - Norman Podhoretz (1930–) - Thomas Sowell (1930–) - James Q. Wilson (1931–2012) - Robert Novak (1931–2009) - Charles Koch (1935-) - Walter E. Williams\|Walter Williams (1936–) - Pat Buchanan (1938–) - David H. Koch (1940-) - Paul Gottfried (1941–) - George Will (1941–) - Cal Thomas (1942–) - Fouad Ajami (1945–2014) - Bay Buchanan (1948–) - Peggy Noonan (1950–) - Charles Krauthammer (1950–) - Karl Rove (1950–) - Lee Atwater (1951–1991) - Ben Carson (1951-) - William Kristol\|Bill Kristol (1952–) - Mary Matalin (1953–) - Carly Fiorina (1954-) - L. Brent Bozell III\|Brent Bozell (1955–) - Craig Shirley (1956–) | Fundaciones - Adolph Coors Foundation - Bradley Foundation - Koch Family Foundations - Scaife Foundations - John M. Olin Foundation , closed in 2005 Agradecimientos - Acton Institute - American Enterprise Institute - Goldwater Institute - The Heritage Foundation\|Heritage Foundation - Hoover Institution - Manhattan Institute - Project for a New American Century - Rockford Institute Revistas y medios de comunicación' - The Wall Street Journal - Fox News - Commentary (revista)\|Commentary - National Review - The American Spectator - Policy Review - The Weekly Standard - The American Conservative - Humanitas (journal)\|Humanitas - Modern Age (periodical)\|Modern Age - First Things - Chronicles magazine - Human Events 'Personalidades de los medios de comunicación, radio, internet, TV - Bob Grant (1929–2013) - Roger Ailes (1940–) - Michael Savage (1942–) - William Bennett (1943–) - Neal Boortz (1945–) - Herman Cain (1945–) - Lou Dobbs (1945–) - Presidente Donald Trump (1946-) - John Gibson (comentador político)\|John Gibson (1946–) - Bill Cunningham (locutor)\|Bill Cunningham (1947–) - Laura Schlessinger (1947–) - Michael Medved (1948–) - Dennis Prager (1948–) - Jesse Lee Peterson (1949–) - Alan Keyes (1950–) - Sandy Rios (1951–) - Rush Limbaugh (1951–) - Larry Elder (1952–) - Joseph Farah (1954–) - Tony Snow (1955–2008) - Hugh Hewitt (1956–) - Mark Levin (1957–) - Dave Ramsey (1960–) - Sean Hannity (1961–) - Glenn Beck (1964–) - Laura Ingraham (1964–) - Andrew Breitbart (1969–2012) - Dana Perino (1972–) - Ann Coulter (1961–) - Elizabeth Cheney (1966–) - Pamela Geller (1968–) - Jonah Goldberg (1969–) - Michelle Malkin (1970–) - S. E. Cupp (1979–) Organizaciones - American Liberty League 1934-1940 - Intercollegiate Studies Institute - United States Chamber of Commerce - John Birch Society - Eagle Forum - Federalist Society - The Ethics & Religious Liberty Commission of the Southern Baptist Convention - FreedomWorks - Focus on the Family - Americans for Prosperity - Council of Conservative Citizens - Moms for Liberty - Tea Party movement Activistas religiosos, activamente políticos - Hal Lindsey (1929–) - Pat Robertson (1930–) - Jerry Falwell (1933–2007) - James Dobson (1936–) - Richard D. Land (1946–) - Bill Donohue (1947–) - Ralph E. Reed, Jr. (1961–) - Tony Perkins (1963–) Juristas - Presidente y Jefe de Justicia William Howard Taft (1857–1930) - Jefe de Justicia Charles Evans Hughes (1868–1948) - Jefe de Justicia William Rehnquist (1924–2005) - Juez Robert Bork (1927–2012) - Juez Antonin Scalia (1936–2016) - Juez Richard Posner (1939–) - Juez Clarence Thomas (1948–) |  |

## Más información
- Aberbach, Joel D. "Understanding American Political Conservatism." in Robert A. Scott and Stephen M. Kosslyn, eds. Emerging Trends in the Social and Behavioral Sciences: An Interdisciplinary, Searchable, and Linkable Resource (2015). DOI: 10.1002/9781118900772.etrds0373
- Critchlow, Donald T. The Conservative Ascendancy: How the Republican Right Rose to Power in Modern America (2nd ed. 2011)
- Critchlow, Donald T. and Nancy MacLean. Debating the American Conservative Movement: 1945 to the Present (2009)
- Filler, Louis. Dictionary of American Conservatism (Philosophical Library, 1987)
- Frohnen, Bruce et al. eds. American Conservatism: An Encyclopedia (2006); la referencia más detallada
- Gottfried, Paul. The Conservative Movement (Twayne, 1993.)
- Gross, Neil, Thomas Medvetz, and Rupert Russell. "The Contemporary American Conservative Movement," Annual Review of Sociology (2011) 37 pp. 325–54
- Guttman, Allan. The Conservative Tradition in America (Oxford University Press, 1967).